# Đội tuyển bóng đá quốc gia Đức
Đội tuyển bóng đá quốc gia Đức (tiếng Đức: Die deutsche Fußballnationalmannschaft) là đội tuyển bóng đá nam quốc gia đại diện cho Đức tại các giải đấu bóng đá quốc tế kể từ năm 1908. Hiệp hội bóng đá Đức (Deutscher Fußball-Bund, thành lập năm 1900) là cơ quan quản lý của đội tuyển. Kể từ khi DFB được tái lập năm 1949, đội tuyển đại diện cho Cộng hòa Liên bang Đức. Sau thời kỳ Đồng Minh chiếm đóng Đức, đã từng có hai đội tuyển quốc gia khác của Đức được FIFA công nhận: Đội tuyển Saarland đại diện cho Saarland (1950–1956) và Đội tuyển Đông Đức đại diện cho Cộng hòa Dân chủ Đức (1952–1990). Thành tích của cả hai đều được ghép vào lịch sử đội tuyển quốc gia Đức hiện tại. Tên gọi chính thức và mã hiệu "Germany FR (FRG)" được viết gọn thành "Germany (GER)" sau khi 2 miền nước Đức tái thống nhất năm 1990.
Đức là một trong những đội tuyển bóng đá thành công nhất trên đấu trường quốc tế với khối thành tích đồ sộ: 4 lần vô địch World Cup (1954, 1974, 1990 và 2014), 1 lần vô địch Cúp Liên đoàn các châu lục năm Cúp Liên đoàn các châu lục 2017 và 3 lần vô địch Euro (1972, 1980 và 1996). Đội cũng từng 3 lần giành vị trí á quân ở Euro và 4 lần á quân ở World Cup cũng như 4 lần khác giành hạng ba. Còn ở đấu trường Olympic, đội tuyển Đông Đức cũ từng giành huy chương vàng vào năm 1976 trong khi đội tuyển Tây Đức (tiền thân của đội tuyển Đức ngày nay) giành một huy chương bạc và ba huy chương đồng.
Sau khi bế mạc World Cup 2014, đội tuyển Đức giành hệ số Elo cao nhất trong lịch sử của tất cả các đội tuyển quốc gia, với kỷ lục 2200 điểm. Sau khi giành Cúp Liên đoàn các châu lục 2017, đội trở thành một trong bốn - cùng với Brazil, Argentina và Pháp - giành được 3 danh hiệu bóng đá nam quan trọng nhất mà FIFA công nhận: World Cup, Confederations Cup và Olympic. Các đội này cũng đều đã giành chức vô địch lục địa (Euro (Châu Âu)/Copa América (Nam Mỹ)) tương ứng với liên đoàn khu vực của họ.
Đội tuyển Đức cũng là đội tuyển thuộc Liên đoàn bóng đá châu Âu đầu tiên và duy nhất từ trước đến nay giành chức vô địch World Cup trên đất Nam Mỹ. Đức cũng là đội tuyển châu Âu duy nhất đã tham dự tất cả các kỳ World Cup từ trước tới nay khi họ chủ động tham gia và được FIFA cho phép với chỉ một lần bị cấm tham dự vào năm 1950 do ảnh hưởng chính trị từ Chiến tranh thế giới lần thứ hai. Đảm nhận công tác dẫn dắt và huấn luyện đội tuyển hiện tại là ông Julian Nagelsmann.

## Lịch sử

### Những năm đầu (1899–1942)
Giữa các năm 1899 và 1901, trước khi hình thành đội tuyển quốc gia, họ đã có 5 trận đấu quốc tế không chính thức giữa các đội bóng khác nhau của Đức và Anh, mà kết quả là đa phần đội Đức bị đánh bại với tỉ số đậm. 8 năm sau khi thành lập Hiệp hội bóng đá Đức (DFB), trận đấu chính thức đầu tiên của đội tuyển quốc gia Đức diễn ra ngày 5 tháng 4 năm 1908 gặp Thụy Sĩ tại Basel, với kết quả Thụy Sĩ thắng 5–3. Có một điều trùng hợp là, trận bóng của đội Đức đầu tiên sau Chiến tranh thế giới lần thứ nhất năm 1920, trận đấu đầu tiên sau chiến tranh thế giới lần thứ hai năm 1950 khi Đức vẫn còn bị cấm tham dự các trận bóng quốc tế, và trận bóng đầu tiên năm 1990 với các cầu thủ Đông Đức, tất cả đều là các trận đá với Thụy Sĩ. Chức vô địch thế giới lần đầu tiên của Đức cũng là trên đất Thụy Sĩ.
Trong thời gian đầu các cầu thủ đều do DFB lựa chọn, và không có một huấn luyện viên chính thức nào. Huấn luyện viên đầu tiên của đội tuyển Đức là Otto Nerz, một giáo viên thể thao đến từ Mannheim, người lãnh đạo đội bóng từ 1926 tới 1936. Hiệp hội bóng đá Đức đã không thể đến được Uruguay để tham dự World Cup đầu tiên vào năm 1930 vì ảnh hưởng của cuộc Đại Suy thoái, nhưng đội tuyển đã giành được vị trí thứ ba tại World Cup 1934 trong lần đầu tiên họ tham dự. Sau khi có màn trình diễn nghèo nàn tại thế vận hội Mùa hè 1936 ở Berlin, Sepp Herberger được cử làm huấn luyện viên. Năm 1937 ông cùng với đội bóng nhanh chóng được đặt biệt danh là Breslau Elf (mười một cầu thủ Breslau) khi họ có trận thắng 8–0 trước Đan Mạch tại thành phố mà thời đó thuộc Đức là Breslau, Hạt Silesia (nay là Wrocław, Ba Lan).
Sau khi Áo trở thành một phần của Đức trong lần Anschluss (sáp nhập) tháng 3 năm 1938, lúc đó đội tuyển Áo – một trong những đội bóng mạnh của châu Âu vào thời điểm đó vì cách thức hoạt động chuyên nghiệp – đã bị giải thể mặc dù đã vượt qua vòng loại của World Cup 1938. Do yêu cầu của các chính trị gia Đức Quốc xã, năm hay sáu cầu thủ người Áo, đến từ các câu lạc bộ Rapid Wien, Austria Wien, First Wien FC, đã được gọi vào đội tuyển Đức với mục đích thống nhất quốc gia trên mọi phương diện bởi các lý do chính trị. Trong giải vô địch thế giới 1938 khởi tranh từ 4 tháng 6, tuyển Đức thống nhất này chỉ có một trận hòa 1–1 với Thụy Sĩ, và thua 2–4 trước chủ nhà với nhiều khán giả tại Paris. Kết quả bị loại ngay ở vòng đầu tiên là một trong những kết quả tồi tệ nhất của đội tuyển Đức trong lịch sử tham dự World Cup (ngoại trừ các năm 1930 và 1950 khi họ không được phép tham gia).
Trong Thế chiến lần hai, đội bóng đã có 30 trận thi đấu quốc tế từ tháng 9 năm 1939 đến tháng 11 năm 1942, khi đội tuyển bị ngừng hoạt động do đa số các cầu thủ bị buộc gia nhập quân đội. Nhiều cầu thủ quốc gia đã được quy tụ về với huấn luyện viên Herberger biệt danh Rote Jäger với nhiệm vụ là các nhân viên không quân nhằm bảo vệ các cầu thủ tránh khỏi lửa đạn chiến tranh.

### Thời kỳ chia cắt (1945–1990)
Sau chiến tranh thế giới lần hai, Đức bị cấm tham dự các sự kiện thể thao quốc tế đến năm 1950 và DFB không là thành viên đầy đủ của FIFA, và không một trong 2 đội bóng Đức nào —Tây Đức và Đông Đức—được tham dự World Cup 1950 khi 2 chính quyền của đất nước bị FIFA cấm vì trừng phạt chiến tranh. Đức còn có đội tuyển Saarland khi xứ này bị tách khỏi Đức dưới sự bảo hộ của Pháp (1946-1956) trước khi gia nhập Tây Đức.
Nhà nước Cộng hòa Liên bang Đức hay còn gọi là Tây Đức, tiếp tục duy trì sự hoạt động của DFB (Liên đoàn bóng đá của nước Tây Đức). Khi FIFA và UEFA công nhận, DFB đã bắt đầu và tiếp tục những thành tích của đội tuyển có từ trước thời gian chiến tranh. Đội tuyển Thụy Sĩ một lần nữa là đội đầu tiên gặp Đức vào năm 1950. Và Tây Đức đã vượt qua vòng loại và được tham dự World Cup 1954.
Năm 1949, những người cộng sản đã thành lập Nhà nước Cộng hòa Dân chủ Đức (Đông Đức). Năm 1952, Hiệp hội bóng đá Cộng hòa Dân chủ Đức (Deutscher Fußball-Verband der DDR-DFV) và đội bóng quốc gia đầu tiên được thành lập. Họ là đội duy nhất đánh bại đội vô địch Tây Đức tại FIFA World Cup 1974 trong trận bóng duy nhất giữa 2 đội cùng 1 nước/1 dân tộc và trong lịch sử Đức thời Chiến tranh Lạnh. Đông Đức đã giành huy chương vàng môn bóng đá nam ở thế vận hội Mùa hè 1976. Khi tái thống nhất nước Đức bởi 2 nhà nước tại 2 miền 3/10/1990, DFB sáp nhập Liên đoàn bóng đá Đông Đức, 1990 là năm cuối mà Đức chơi bóng với tư cách quốc gia dân tộc/thực thể không thống nhất và bị chia cắt.

#### Vô địch World Cup 1954

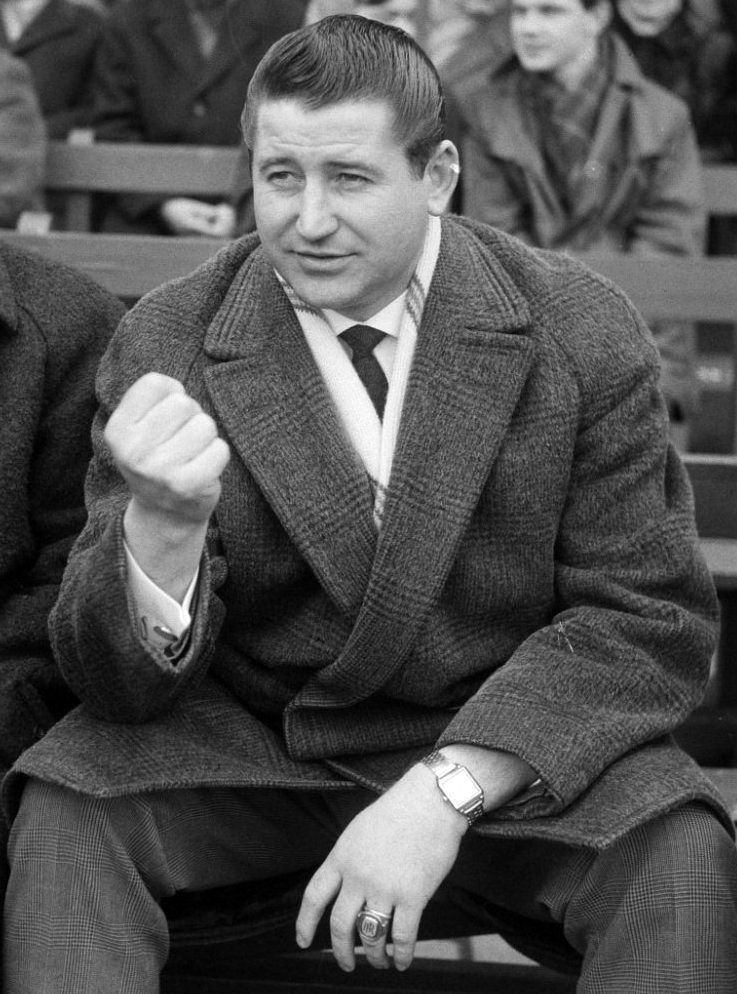
Helmut Rahn ghi bàn ấn định trong trận chung kết FIFA World Cup 1954.

Đội tuyển Tây Đức với người đội trưởng Fritz Walter, gặp các đội Thổ Nhĩ Kỳ, Nam Tư và Áo. Khi gặp Hungary ở vòng bảng, Đức bị thua 3–8. Tây Đức gặp lại tuyển Hungary với "đầu tàu" là huyền thoại Ferenc Puskás trong trận chung kết với sức mạnh của đội Hungary lúc đó đã không bị đánh bại trong 32 trận liên tiếp. Với diễn biến kịch tính, đội Tây Đức đã giành chiến thắng 3–2 khi Helmut Rahn ghi bàn thắng quan trọng ở phút 84. Chiến thắng này còn được gọi là "Sự kỳ diệu ở Bern" (Das Wunder von Bern).

#### Những kỷ niệm chiến bại: bàn thắng trên sân Wembley và trận bóng thế kỷ
Sau khi xếp thứ tư ở World Cup 1958 và chỉ vào tới vòng tứ kết tại World Cup 1962, hiệp hội DFB đã có sự thay đổi. Họ đưa ra và khuyến khích cách làm bóng đá chuyên nghiệp, những câu lạc bộ chơi tốt nhất được quy tụ trong giải đấu mới là Bundesliga. Năm 1964, Helmut Schön trở thành huấn luyện viên trưởng thay cho Herberger khi ông đã tại vị trong 28 năm.
Ở World Cup 1966, Tây Đức vào trận chung kết gặp chủ nhà Anh sau khi đánh bại Liên Xô ở bán kết. Trong thời gian đá bù giờ, bàn thắng đầu tiên của Geoff Hurst trở thành một trong những bàn thắng gây tranh cãi nhất trong lịch sử World Cup: trọng tài biên đã căng cờ báo hiệu bóng đã lăn qua vạch vôi khung thành và bàn thắng được tính, sau khi bóng nẩy từ xà ngang. Nhưng các thước phim ghi lại cho thấy dường như bóng chưa lăn qua vạch khung thành. Hurst sau đó ghi thêm một bàn thắng nữa giúp đội tuyển Anh giành chiến thắng chung cuộc 4–2.
Đội tuyển Tây Đức gặp lại tuyển Anh ở tứ kết tại World Cup 1970 và đã trả được món nợ khi chiến thắng 3–2, trước khi họ bị thua 4–3 trong thời gian hiệp phụ của trận bán kết gặp Italia. Trận này có tới 5 bàn thắng trong hiệp phụ và là một trong những trận bóng kịch tính nhất trong lịch sử giải vô địch bóng đá thế giới, và thường được gọi là "Trận bóng thế kỷ" đối với cả Đức và Ý. Tây Đức cuối cùng giành được vị trí thứ ba của giải sau khi chiến thắng Uruguay 1–0. Gerd Müller với 10 bàn thắng trở thành vua phá lưới của giải.

#### Vô địch World Cup 1974 trên sân nhà

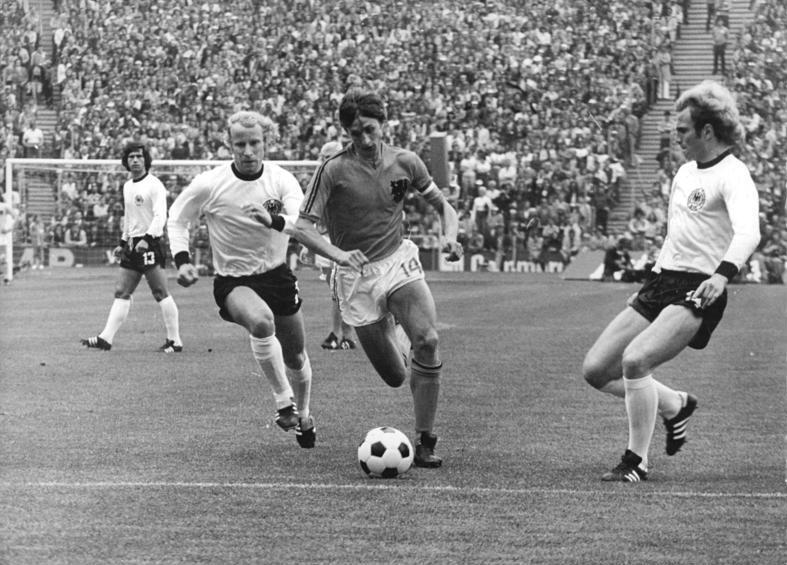
Trận chung kết Giải vô địch bóng đá thế giới 1974 diễn ra ngày 7 tháng 7 năm 1974, ở Munich (Olympiastadion).

Năm 1971, Franz Beckenbauer trở thành đội trưởng của đội tuyển quốc gia. Ông đã dẫn dắt đội tuyển đoạt chức vô địch châu Âu Euro 1972, khi đánh bại Liên Xô 3–0 trong trận chung kết.
Là chủ nhà của World Cup 1974, họ đã giành chức vô địch lần thứ hai khi thắng Hà Lan 2–1 trong trận chung kết ở thành phố Munich.
Có hai trận đấu đáng nhớ của tuyển Tây Đức tại giải năm 1974. Ở vòng đấu bảng thứ nhất họ gặp tuyển Đông Đức và để thua 0-1. Tây Đức vào trận chung kết gặp đội Hà Lan có lối chơi "Bóng đá tổng lực" khi đó của đội trưởng Johan Cruijff. Hà Lan dẫn trước từ một quả phạt đền. Tuy nhiên, Tây Đức đã dồn lên tấn công và nhận được một quả phạt đền với bàn thắng của Paul Breitner trước khi Gerd Müller ghi bàn ấn định chiến thắng.

#### Cuối thập niên 1970 và đầu thập niên 1980

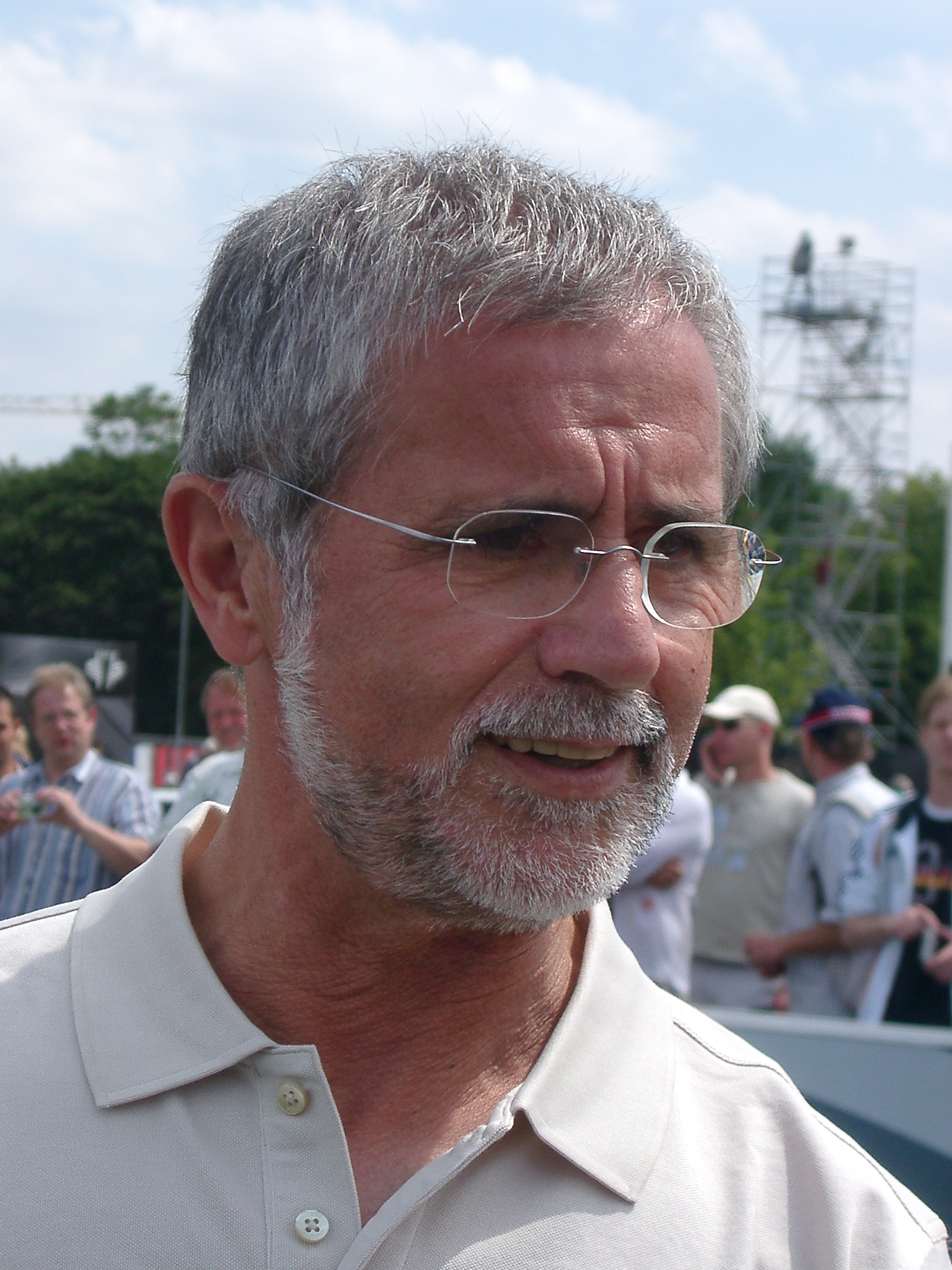
Gerd Müller, ảnh chụp năm 2006.

Tây Đức đã không bảo vệ được các chức vô địch của họ ở hai sự kiện thể thao lớn tiếp theo. Họ thua đội tuyển Tiệp Khắc trong trận chung kết Euro 1976 ở loạt sút luân lưu với kết quả chung cuộc 5–3.
Tại World Cup 1978, Đức bị loại ở vòng đấu loại trực tiếp sau khi thua đội tuyển Áo 2–3. Sau đó Helmut Schön nghỉ hưu và người trợ lý của ông, Jupp Derwall, lên thay thế.
Giải đấu đầu tiên của Tây Đức dưới quyền chỉ đạo của Derwall đã thành công, khi họ đoạt chức vô địch châu Âu lần thứ hai tại Euro 1980 khi đánh bại Bỉ 2–1 ở trận chung kết. Tây Đức vào tới trận chung kết của World Cup 1982 với nhiều trận đấu khá vất vả trước đó. Họ để thua 1–2 trước Algeria trong trận đầu ra quân, nhưng đã vào được vòng đấu loại trực tiếp bằng chiến thắng gây tranh cãi 1–0 trước tuyển Áo. Ở bán kết họ gặp Pháp, với kết quả hòa 3–3 trong 120 phút thi đấu và chiến thắng 5–4 ở loạt đá luân lưu. Tại trận chung kết, Tây Đức thua 1–3 trước đội Ý.
Trong giai đoạn này, cầu thủ Gerd Müller ghi được tổng cộng 14 bàn thắng ở hai kỳ World Cup (1970 và 1974). Ông có 10 bàn thắng ở giải năm 1970 và là vua phá lưới của giải. (Kỷ lục tổng số 14 bàn thắng của Müller tại World Cup bị Ronaldo phá vỡ vào năm 2006 và sau đó đến lượt Miroslav Klose phá vỡ vào năm 2014 với 16 bàn thắng).

### Triều đại Beckenbauer

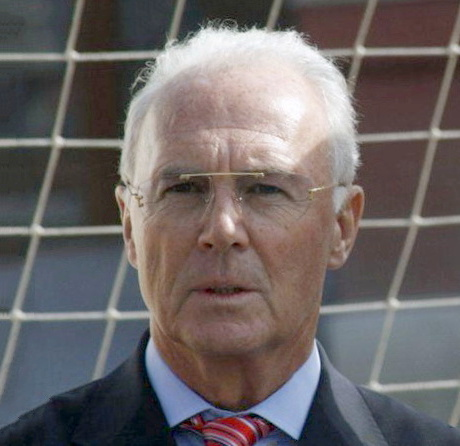
Franz Beckenbauer.

Sau khi Tây Đức bị loại ở vòng bảng của Euro 1984, Franz Beckenbauer trở lại làm huấn luyện viên đội tuyển quốc gia thay thế cho Derwall. Tại World Cup 1986, Tây Đức đứng ở vị trí á quân trong lần thứ hai liên tiếp sau khi đánh bại Pháp 2–0 ở bán kết, nhưng thua Argentina của Diego Maradona ở trận chung kết với tỷ số 2–3. Tại Euro 1988, Tây Đức đứng đầu bảng đấu khi đánh bại Tây Ban Nha (lần cuối cùng Đức đánh bại những người Tây Ban Nha ở cấp độ đội tuyển quốc gia trong một giải đấu bóng đá chính thức cho đến nay) và Đan Mạch cũng như hòa Ý nhưng trên sân nhà thì niềm hi vọng của đội Tây Đức khi vô địch đã một lần nữa bị tan vỡ khi họ để thua Hà Lan 1-2 ở bán kết.
Ở giải vô địch bóng đá thế giới 1990, Tây Đức lần thứ ba vô địch World Cup, và cũng lập lên kỷ lục với ba lần liên tiếp họ vào chung kết. Với Lothar Matthäus là đội trưởng, họ đánh bại Nam Tư (4–1), Các Tiểu Vương quốc Ả Rập Thống nhất (5–1), Hà Lan (2–1), Tiệp Khắc (1–0), và Anh (1–1, 4–3 sút luân lưu) trên con đường vào trận chung kết gặp Argentina. Tây Đức thắng 1–0, với bàn thắng duy nhất ở phút 85 lập bởi Andreas Brehme nhờ quả phạt đền. Beckenbauer, người giành chức vô địch World Cup 1974 với tư cách là đội trưởng, do đó trở thành cầu thủ thứ 2 vô địch World Cup với vai trò là đội trưởng và huấn luyện viên.

### Tham dự Thế vận hội
Trước năm 1984, môn bóng đá nam ở Olympic dù lớn nhưng đã bị coi là sự kiện nghiệp dư, tức đã có nghĩa chỉ các cầu thủ nghiệp dư mới được phép tham gia. Vì điều này nên Tây Đức chưa từng đạt được thành công lớn tương tự như ở giải vô địch bóng đá thế giới, ngay cả khi FIFA cho phép các cầu thủ chuyên nghiệp được dự giải (riêng đối với châu Âu và Nam Mỹ thì lại phải dùng đội hình chưa từng dự World Cup) ở tại Thế vận hội Mùa hè 1988 ở Seoul thì đội tuyển bóng đá quốc gia Đức cũng mới chỉ đạt được huy chương đồng khi thắng Ý 3-0 ở trận tranh hạng 3. Tây Đức cũng từng lọt vào vòng 2 ở cả Thế vận hội Mùa hè 1972 và Thế vận hội Mùa hè 1984. Mặt khác, đội tuyển Đông Đức có kết quả tốt hơn một chút, khi họ đã từng giành được một huy chương vàng, một huy chương bạc và hai huy chương đồng (tính cả thời điểm đội Đông Đức và Tây Đức thống nhất làm một). Từ năm 1992 thì giải giành cho lứa U23 nên không được tính ở đây. Khi nước Đức được tái thống nhất hòa bình làm 1 thì danh hiệu vô địch kỳ Olympic 1976 của cầu thủ tuyển Đông Đức cũ là thuộc về đội tuyển bóng đá quốc gia Đức.

### Thời kỳ Berti Vogts (1990–1998)

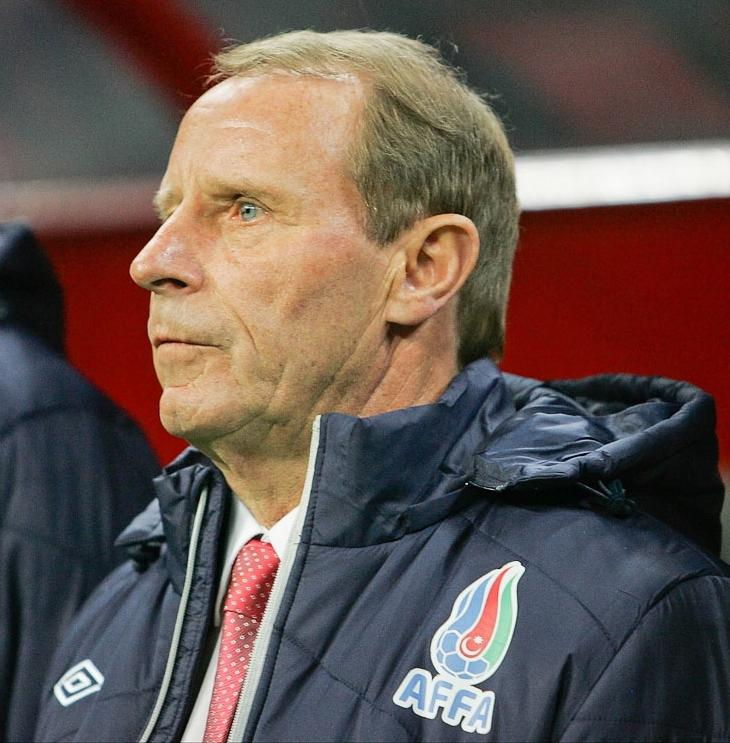
Berti Vogts.

Tháng 2 năm 1990, vài tháng sau khi Bức tường Berlin sụp đổ trong cuộc Cách mạng hòa bình 1989-1990, hai đội tuyển Đông Đức và Tây Đức được sáp nhập lại và đội tuyển Đức tham gia vòng loại Giải vô địch bóng đá châu Âu 1992. Sau khi Tây Đức giành vô địch World Cup 1990 ở tại Ý, trợ lý huấn luyện viên Berti Vogts lên thay thế huấn luyện viên về hưu Beckenbauer. Các thành viên của Hiệp hội bóng đá Đông Đức Deutscher Fußball-Verband cũ chấp nhận trở về gia nhập DFB trong tháng 11, trong khi mùa giải 1990–91 vẫn tiếp tục diễn ra với sự tái cấu trúc giải đấu được tiến hành trong năm 1991–92. Trận bóng đầu tiên của đội Đức thống nhất là với đội tuyển Thụy Sĩ diễn ra ngày 19 tháng 12.
Tại Euro 1992, Đức vào tới trận chung kết nhưng để thua 0–2 trước Đan Mạch. Ở World Cup 1994, họ bị loại ở tứ kết trong trận thua 1–2 trước Bulgaria.
Đội Đức sau khi đất nước thống nhất giành được danh hiệu lớn đầu tiên khi họ vô địch Euro 1996 ở Anh, trở thành đội bóng châu Âu đầu tiên vô địch lần thứ ba. Họ thắng đội chủ nhà Anh ở bán kết, và thắng đội Séc 2–1 nhờ luật bàn thắng vàng trong thời gian hiệp phụ ở trận chung kết.
Tuy nhiên tại World Cup 1998, Đức bị loại ở tứ kết trong trận thua 0–3 trước Croatia, tất cả bàn thắng đều được ghi sau khi hậu vệ Christian Wörns nhận thẻ đỏ trực tiếp. Vogts từ chức sau trận đấu và Erich Ribbeck thay thế vị trí của ông.

### 2000–2006: Thời kỳ Oliver Kahn/Michael Ballack
Ở Euro 2000, trong vòng đấu bảng tại trận đầu tiên Đức hòa Rumani, sau đó thua 0-1 trước Anh và cuối cùng xếp cuối bảng sau trận thua 0-3 trước Bồ Đào Nha (đội đã vào vòng sau trước đó và chỉ sử dụng đội hình phụ trong trận đấu đó). Kết thúc giải đấu, Ribbeck tuyên bố từ chức ngay lập tức và Rudi Völler thay thế vào chiếc ghế nóng.
Tham dự World Cup 2002, những kỳ vọng của người hâm mộ đối với Đức là thấp do các kết quả thi đấu "nghèo nàn" của đội bóng tại vòng đấu loại và lần đầu tiên họ không giành được tấm vé trực tiếp mà phải thi đấu với Ukraina. Đức xếp thứ nhất sau vòng bảng, và lần lượt thắng 1–0 ba lần liên tiếp trước các đội tuyển Paraguay ở vòng đấu loại trực tiếp, đội tuyển Hoa Kỳ ở tứ kết, và đồng chủ nhà với Nhật Bản là Hàn Quốc tại bán kết, trong đó Michael Ballack ghi hai bàn, mặc dù thế anh phải nhận thẻ vàng thứ hai trong trận gặp Hàn Quốc và bị treo giò ở trận chung kết. Tại chung kết họ gặp Brasil, cũng là trận đầu tiên mà hai đội gặp nhau trong World Cup. Đức thua 0–2 với hai bàn thắng đều do Ronaldo lập công. Cuối giải đấu, thủ môn và đội trưởng Oliver Kahn giành Quả bóng Vàng, và là lần đầu tiên trong lịch sử World Cup một thủ môn đạt được danh hiệu cầu thủ xuất sắc nhất giải.

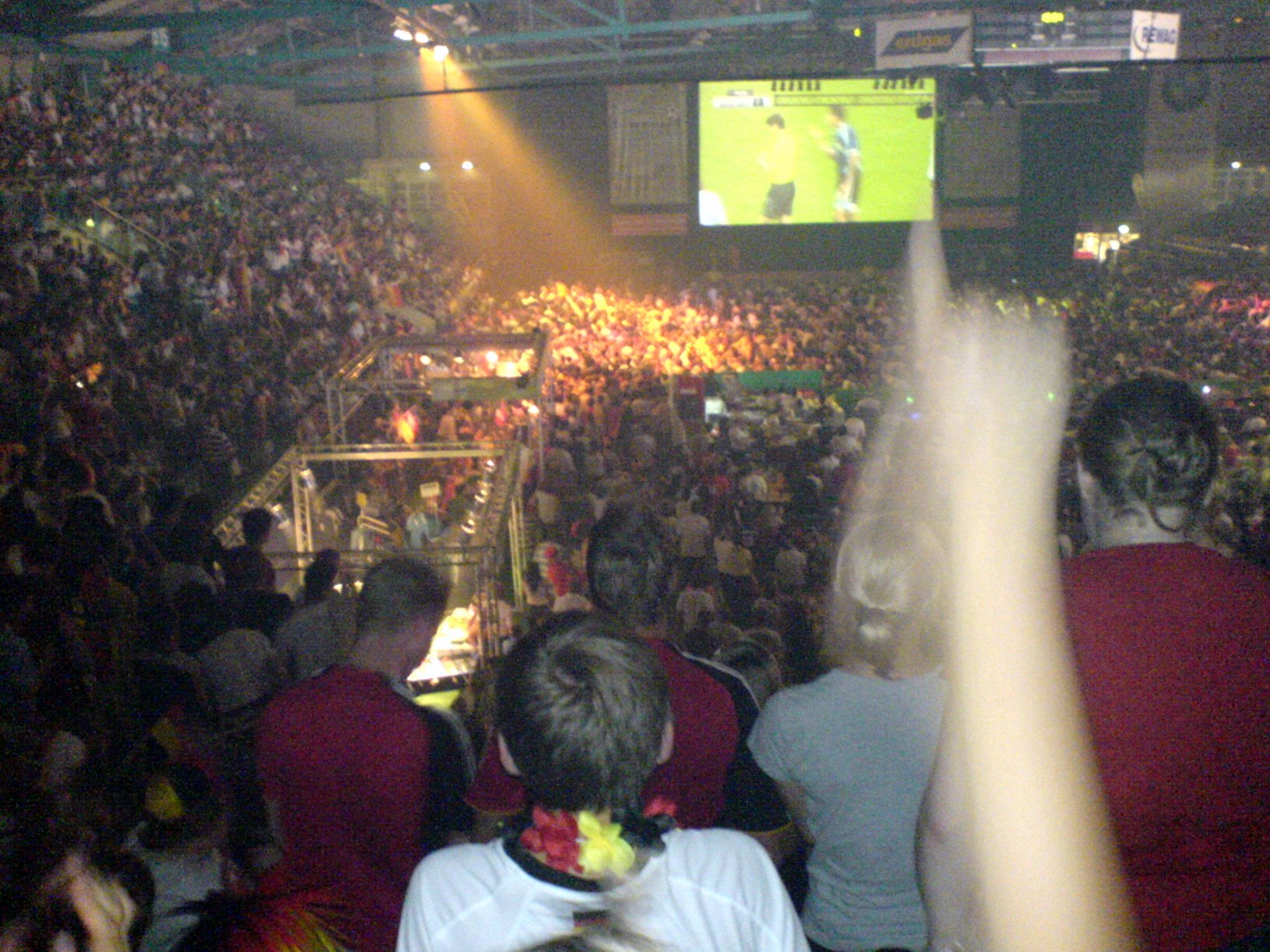
Cổ động xem trận Đức gặp Argentina tại World Cup 2006 tại sân Donau ở Regensburg.

Đức một lần nữa bị loại ở vòng bảng tại Euro 2004, với hai trận đầu bị cầm hòa và họ để thua trận thứ ba trước Cộng hòa Séc (đội xếp thứ hai sau vòng bảng). Völler từ chức sau đó, và Jürgen Klinsmann được bổ nhiệm làm huấn luyện viên.
Nhiệm vụ chính của Klinsmann là dẫn dắt đội tuyển quốc gia có một lối chơi tốt ở World Cup 2006 trên đất Đức. Klinsman quyết định sẽ thôi không cho Kahn giữ băng đội trưởng và tuyên bố rằng Kahn và thủ môn dự bị trong một thời gian Jens Lehmann sẽ cạnh tranh trực tiếp cho vị trí thủ môn chính thức. Quyết định này làm Kahn nổi giận và cuối cùng Lehmann đã giành được chiến thắng. Hi vọng cho đội nhà cũng không có nhiều, với sự không có mặt của hậu vệ Christian Wörns (sau khi Wörns phê phán Klinsmann đã coi cầu thủ này như người dự bị trong đội tuyển), một lựa chọn gây nhiều tranh cãi ở Đức vào thời điểm đó. Đội Italia thắng Đức 4–1 trong tháng 3 ở trận giao hữu, và Klinsmann bị phê phán dữ dội khi đội tuyển chỉ xếp hạng 22 thế giới khi bước vào FIFA World Cup 2006.
Là chủ nhà, Đức giành chiến thắng cả ba trận vòng bảng và đứng đầu bảng. Họ thắng Thụy Điển 2–0 ở vòng 16. Đức gặp Argentina ở tứ kết. Trận đấu có tỉ số hòa 1–1 trong 90 phút, và Đức giành chiến thắng 4–2 ở loạt sút luân lưu. Tại bán kết, một lần nữa họ gặp Italia, trận đấu không có tỉ số trong 90 phút chính thức và cho đến gần cuối thời gian hiệp phụ thứ hai đội Đức bị thủng lưới hai bàn. Ở trận tranh giải ba, Đức thắng Bồ Đào Nha với tỉ số 3–1.Miroslav Klose nhận Chiếc giày Vàng nhờ danh hiệu vua phá lưới của giải.

#### Jürgen Klinsmann
Jürgen Klinsmann trở thành người thay thế Rudi Völler chỉ vì Liên đoàn bóng đá Đức không tìm được người "dám" ngồi vào chiếc ghế huấn luyện viên trưởng đội tuyển Đức đầy mạo hiểm. Trước đó, Klinsmann - cựu tiền đạo nổi tiếng của đội tuyển Đức đã từng vô địch thế giới (1990) và châu Âu (1996) - chưa từng dẫn dắt bất kỳ đội bóng nào. Lên nắm quyền, Klinsmann đã mời các đồng đội cũ tham gia vào ban huấn luyện, gọi nhiều cầu thủ trẻ vào đội tuyển và thay đổi lối chơi của đội tuyển theo hướng tấn công. Nhiều quyết định của ông gây ra rất nhiều tranh cãi như tước băng đội trưởng của Oliver Kahn rồi trao cho Michael Ballack, sa thải huấn luyện viên thủ môn Sepp Maier, chọn Jens Lehmann là người trấn giữ khung thành thay thế cho Oliver Kahn, thuê các huấn luyện viên thể lực người Hoa Kỳ và chỉ trở về Đức từ Hoa Kỳ khi dẫn dắt đội tuyển thi đấu. Các kết quả giao hữu trước World Cup 2006 không tốt càng làm cho ông bị chỉ trích dữ dội và còn bị yêu cầu từ chức. Tuy nhiên, kết quả (xếp thứ 3) và lối chơi tấn công đầy cống hiến của đội tuyển Đức tại vòng chung kết World Cup 2006 ngay trên sân nhà đã làm sống dậy "tinh thần yêu nước mới" của nước Đức. Sau vòng chung kết, một phong trào đề nghị Jürgen Klinsmann ở lại vị trí huấn luyện viên trưởng đã được phát động nhưng ông đã tuyên bố từ chức ngay sau đó.

### 2006-2021: Joachim Löw
Trước khi trở thành huấn luyện viên trưởng đội tuyển Đức ngày 12 tháng 7 năm 2006, Joachim Löw là trợ lý của Jürgen Klinsmann. Vòng chung kết Euro 2008 Joachim Löw dẫn dắt đội tuyển Đức khá thành công, lọt vào tới trận chung kết và chỉ chịu thất thủ 0-1 trước Tây Ban Nha.
Tiếp đó ông dẫn dắt đội tuyển Đức vượt qua vòng loại World Cup 2010 khu vực châu Âu một cách đầy ấn tượng. Vòng chung kết World Cup 2010 trên đất Nam Phi, Đức được xem là một trong những ứng viên hàng đầu cho chức vô địch. Thế nhưng do để thua nhà vô địch Tây Ban Nha ở bán kết, nên Đức chỉ xếp thứ ba sau khi thắng Uruguay 3-2 ở trận tranh hạng ba. Dù sao thì chiếc cúp vô địch vẫn đang chờ đợi đội bóng với đội hình trẻ nhất của đội tuyển Đức trong vòng 76 năm trở lại đây, bởi vì trận thắng ngoạn mục 4-1 trước Anh và 4-0 trước Argentina tại World Cup 2010 đã chứng minh được điều đó.
Tại World Cup 2014 trên đất Brasil, Joachim Löw đã đưa đội tuyển Đức vào tới trận chung kết. Trên đường tới trận này đội tuyển Đức đã loại các đội mạnh như Bồ Đào Nha ở vòng bảng và Pháp ở tứ kết, và nhất là đội chủ nhà Brasil với trận thắng khó tin 7-1 ở bán kết và đánh bại đội tuyển Argentina với tỉ số 1-0 ở trận chung kết để lần thứ 4 lên ngôi vô địch. Đây là lần đầu tiên trong lịch sử, một đội bóng châu Âu vô địch World Cup trên đất châu Mỹ. Tại Euro 2016, đội tuyển Đức đã dừng bước ở bán kết sau thất bại 0-2 trước tuyển Pháp. Đức có lần đầu tiên giành chức vô địch Cúp Liên lục địa khi đánh bại Chile 1-0 với bàn thắng duy nhất của tiền đạo Lars Stindl để đăng quang tại Confederations Cup 2017 trên đất Nga. Dù phải trải qua hai giải đấu đáng thất vọng và đáng quên là World Cup 2018 và UEFA Nations League 2018-19, đội tuyển Đức đã cải cách, thay đổi được nhân sự, lối chơi của mình một cách khoa học, tiến bộ hơn mà điển hình là việc Joachim Löw đã thẳng tay quyết định loại bỏ 3 trụ cột của đội tuyển Đức là Thomas Müller, Mats Hummels và Jérôme Boateng khỏi danh sách triệu tập cầu thủ lên đội tuyển quốc gia của ông  để tập trung phát triển các cầu thủ trẻ, được giới truyền thông gọi là "cuộc cách mạng trẻ hóa của ĐT Đức" chỉ vì lí do rất đơn giản: Joachim Löw nói rằng lý do ông loại 3 trụ cột này là vì họ chơi không tốt chút nào, nếu không muốn nói là chơi rất tệ ở World Cup 2018 và một số giải đấu sau đó. Đã có khá nhiều người chỉ trích HLV Löw vì họ cho rằng, 3 cầu thủ mà ông đã loại khỏi đội tuyển vẫn còn thi đấu tốt nhưng cuối cùng ông vẫn giữ lại quyết định trên. Và ĐT Đức đã giành vé tham dự Euro 2020 sau khi vượt qua vòng loại cũng một phần nhờ sự cải cách đó của HLV Joachim Löw khi ông đã tạo dựng được một môi trường lành mạnh cho các cầu thủ trẻ mới được gọi lên tuyển và tạo dựng cơ hội cho họ thể hiện tài năng của mình.

#### Euro 2008 & FIFA World Cup 2010

##### Euro 2008
Đức tranh vé vào Euro 2008 với sự dẫn dắt của huấn luyện viên mới là Joachim Löw từ khi Klinsmann nghỉ hưu. Tại giải đấu, họ thắng hai trong ba trận ở vòng bảng và tiến vào vòng đấu loại trực tiếp. Ở tứ kết, Đức thắng 3–2 trước Bồ Đào Nha, và thắng Thổ Nhĩ Kỳ với cùng tỉ số ở bán kết. Họ để thua 0–1 trước Tây Ban Nha ở chung kết và giành ngôi á quân.

##### FIFA World Cup 2010
Tại World Cup 2010 trên đất Nam Phi, Đức đứng đầu vòng bảng và tiến vào vòng đấu loại trực tiếp. Tại vòng 16 đội, Đức thắng Anh 4–1. Trận đấu có nhiều tranh cãi khi bàn thắng hợp lệ của tiền vệ Frank Lampard đã không được công nhận do trọng tài chính đã không nhìn thấy bóng lăn qua vạch vôi của khung thành. Trong trận tứ kết, Đức thắng Argentina 4–0, cũng như Miroslav Klose phá kỷ lục của Gerd Müller với 14 bàn thắng tại World Cup. Đức gặp Tây Ban Nha ở bán kết và thua với tỉ số 1–0. Họ đánh bại Uruguay 3–2 và giành vị trí thứ ba của giải đấu. Thomas Müller giành danh hiệu Chiếc giày Vàng và cầu thủ trẻ xuất sắc nhất.

#### Euro 2012 & FIFA World Cup 2014 – Chức vô địch lần thứ tư

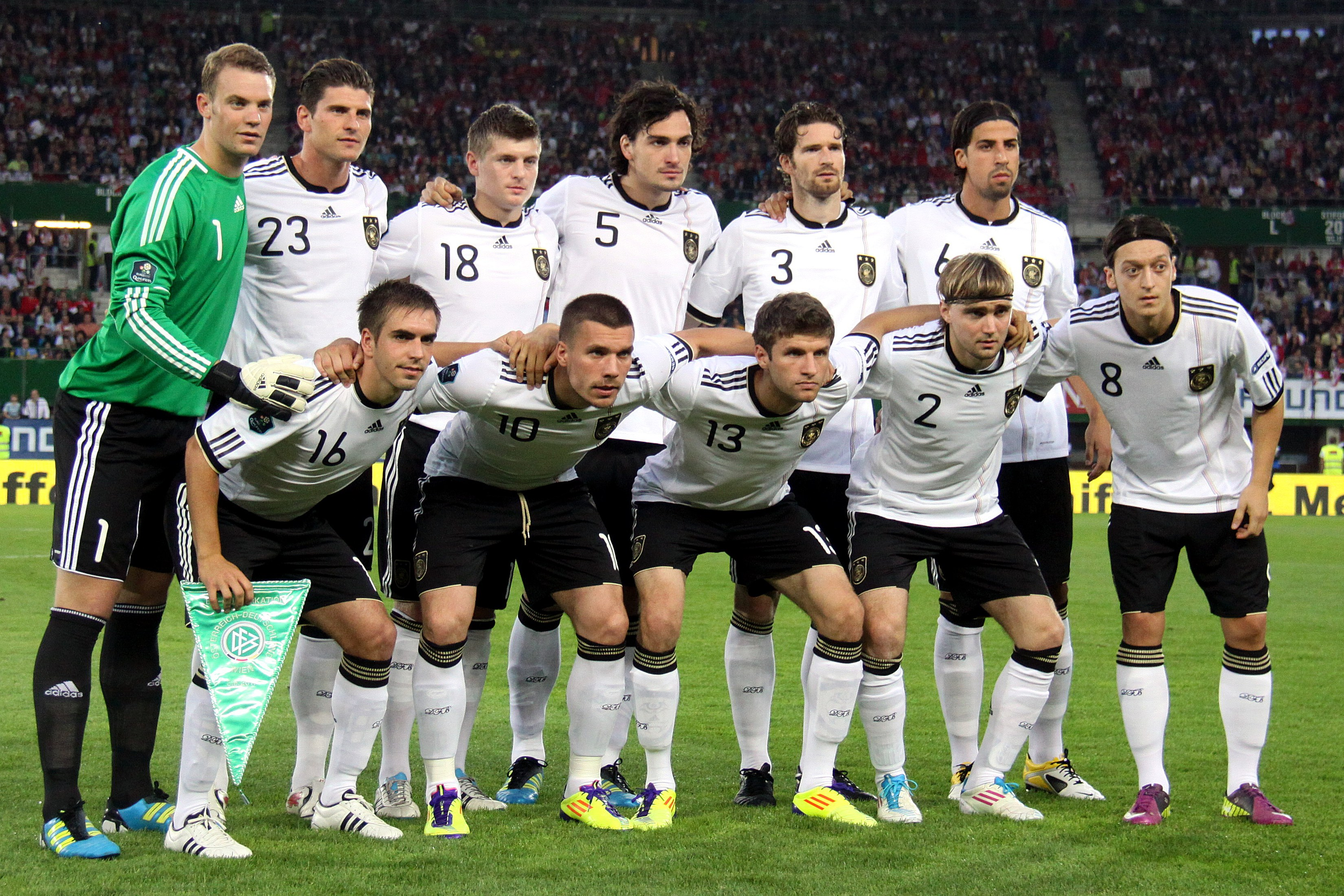
Đội tuyển Đức tại vòng loại Euro 2012.

##### Euro 2012
Tại Euro 2012, Đức nằm ở bảng B cùng với Bồ Đào Nha, Hà Lan, và Đan Mạch. Đức đã thắng cả ba trận ở vòng bảng. Đức thắng tiếp Hy Lạp ở tứ kết và lập kỷ lục 15 trận thắng liên tiếp ở mọi trận bóng quốc tế. Ở bán kết, Đức thua Ý sát nút với tỉ số 1–2.

##### FIFA World Cup 2014

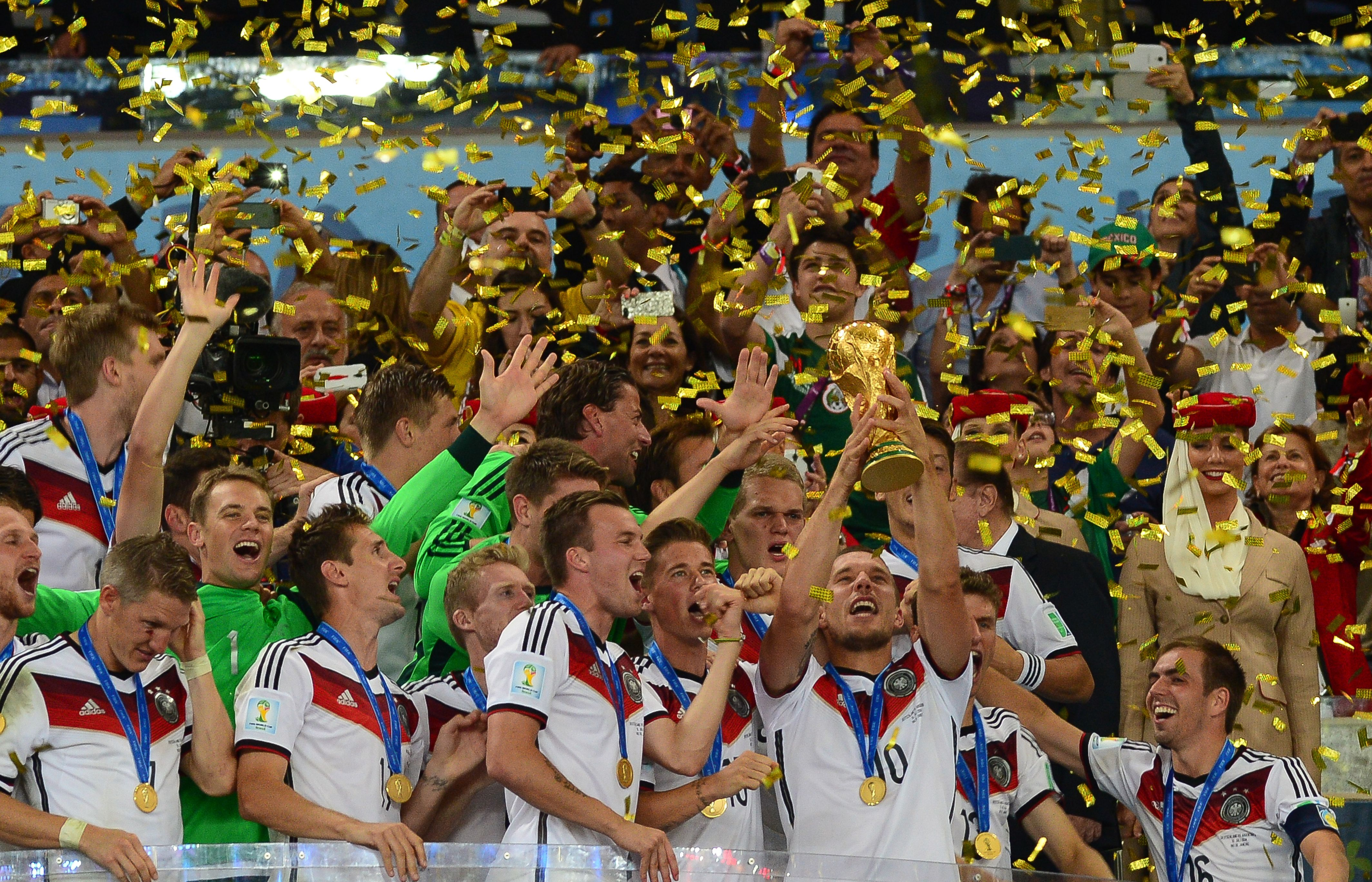
Các cầu thủ Đức nâng cao chiếc cúp vô địch World Cup 2014.

Đức giành vị trí nhất bảng trong vòng loại World Cup 2014. Kết quả bốc thăm chia bảng FIFA World Cup 2014 đưa Đức nằm ở bảng G, cùng với Bồ Đào Nha, Ghana, và Hoa Kỳ. Trận ra quân họ gặp Bồ Đào Nha mà được người hâm mộ đặt cho biệt danh là "trận bóng của đội có mọi tài năng chống lại đội của Siêu sao thế giới (Cristiano Ronaldo)", với kết quả Bồ Đào Nha để thua 4–0 với cú hat-trick của Thomas Müller và một bàn thắng của Mats Hummels. Trong trận gặp Ghana, Đức dẫn trước với pha ghi bàn của Mario Götze ở hiệp hai, nhưng sau đó họ bị thủng lưới hai bàn liên tiếp, tuy vậy rồi ở phút thứ 71 Miroslav Klose kịp thời ghi bàn thắng gỡ hòa giúp Đức có trận hòa 2–2 với Ghana và tránh được khỏi một trận thua. Với bàn thắng này, Klose san bằng kỷ lục ghi 15 bàn thắng ở World Cup của cựu tiền đạo Brasil Ronaldo. Ở trận cuối vòng bảng họ thắng nhẹ nhàng Hoa Kỳ với tỉ số 1–0 do công của Thomas Müller đều giúp cho cả hai đội đi tiếp, và Đức bước vào vòng 16 đội gặp đội tuyển Algeria.
Ở vòng 16 đội gặp Algeria, trận đấu không có bàn thắng trong 90 phút thi đấu chính thức và phải bước vào hiệp phụ. Ở phút thứ 92 của hiệp phụ thứ nhất, André Schürrle ghi bàn từ đường chuyền của Thomas Müller, và Mesut Özil ghi bàn thứ hai ở phút thứ 120. Mặc dù Algeria ghi được một bàn gỡ danh dự nhưng không đủ giúp họ đi tiếp vào tứ kết và kết thúc trận đấu Đức giành chiến thắng 2–1 và bước vào tứ kết gặp đội tuyển Pháp.
Ở trận tứ kết gặp Pháp, Mats Hummels ghi bàn duy nhất ở phút thứ 13 bằng một cú đánh đầu tung nóc lưới thủ môn Hugo Lloris từ pha đá phạt của Toni Kroos giúp Đức giành chiến thắng 1–0 và lập kỷ lục bốn lần liên tiếp vào bán kết.
Chiến thắng 7–1 ở bán kết trước Brasil là một thời điểm lịch sử đối với cả hai đội và World Cup. Đức trở thành đội đầu tiên trong lịch sử ghi được 5 bàn trong vòng 18 phút ở hiệp một. Họ ghi được 4 bàn chỉ trong vòng 400 giây và tỷ số là 5–0 cho đến hết hiệp một với các bàn thắng của Thomas Müller, Miroslav Klose, Sami Khedira và 1 cú đúp của Toni Kroos. Miroslav Klose cũng ghi bàn thứ 16 của anh trong lịch sử World Cup ở phút thứ 23 và trở thành cầu thủ ghi nhiều bàn nhất của giải vô địch bóng đá thế giới, phá vỡ kỷ lục của Ronaldo.

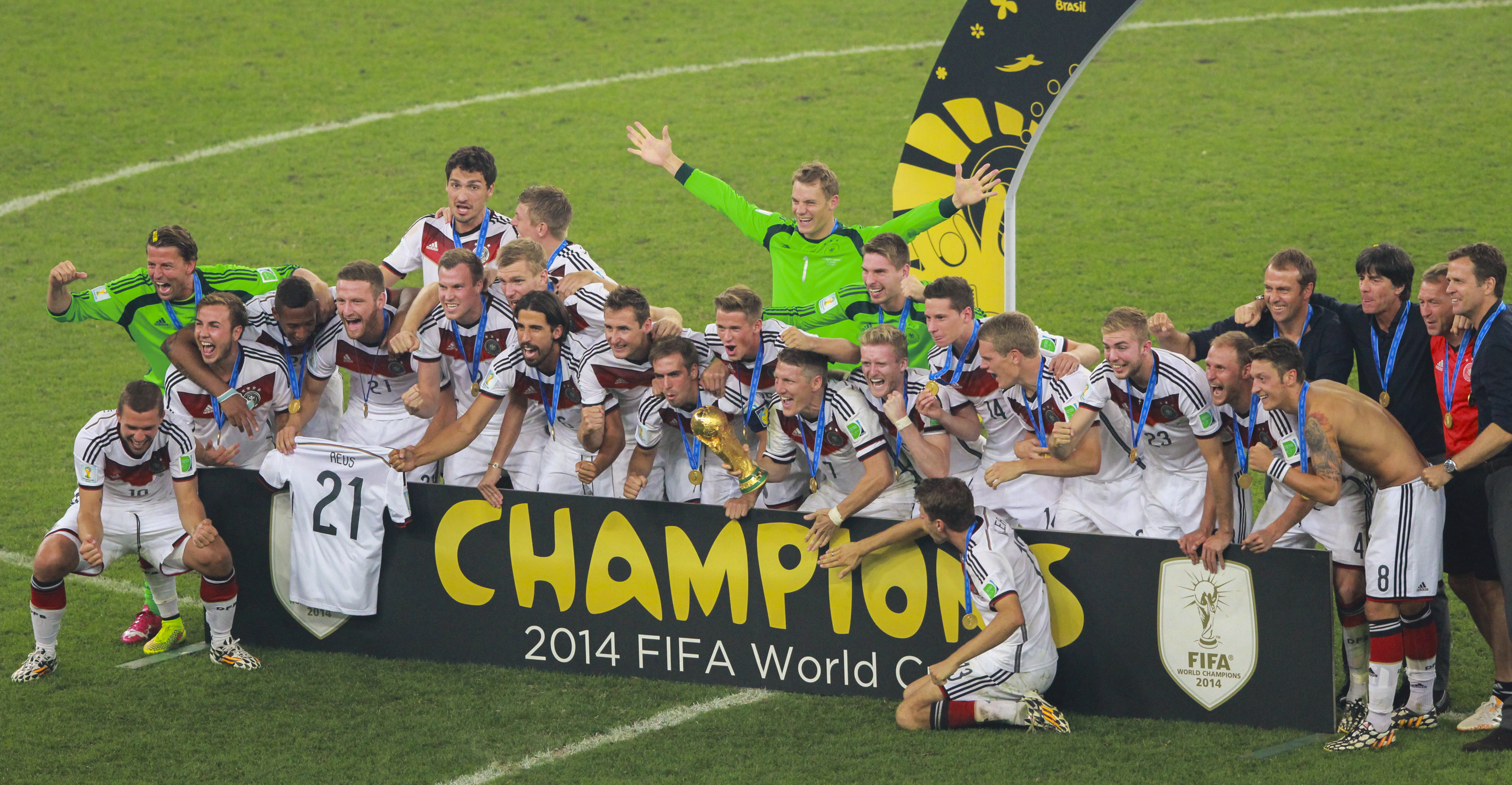
Đội tuyển Đức chụp ảnh cùng chiếc cúp vô địch tại trận chung kết World Cup 2014.

Trong hiệp 2, cầu thủ vào thay André Schürrle ghi thêm 2 bàn và Đức dẫn trước 7–0, tỷ số lớn nhất đối với đội tuyển Brasil trong một trận đấu. Brasil ở những phút cuối cùng có được bàn thắng danh dự của cầu thủ Oscar. Đây là trận thua tồi tệ nhất của Brasil trong lịch sử World Cup từ trước tới nay, trong khi đó Đức cũng lập lên nhiều kỷ lục ở World Cup với chiến thắng này, bao gồm kỷ lục của Klose, đội đầu tiên vào bán kết 4 lần liên tiếp, đội đầu tiên ghi 7 bàn thắng ở trận đấu thuộc vòng loại trực tiếp của World Cup, 5 bàn thắng liên tiếp nhanh nhất trong lịch sử World Cup (bốn bàn được ghi chỉ trong 400 giây), đội bóng đầu tiên ghi 5 bàn trong hiệp một của bán kết cũng như trở thành chủ đề nóng nhất được cập nhật trên trang Twitter sau khi các phương tiện truyền thông đồng loạt đưa tin Đức ghi bàn thắng thứ 4.
Trận chung kết diễn ra tại sân Maracana ở Rio de Janeiro ngày 13 tháng 7 giữa Đức với Argentina được giới truyền thông đưa tin là trận đấu giữa cầu thủ hay nhất thế giới (Lionel Messi) đối đầu với đội bóng hay nhất thế giới (Đức). Bàn thắng của Mario Götze ở phút thứ 113 của hiệp phụ đưa Đức giành chiến thắng trước Argentina với tỉ số 1–0, trở thành đội bóng châu Âu đầu tiên vô địch FIFA World Cup trên đất Nam Mỹ như 1 vinh dự lịch sử bóng đá rất là to lớn. Thủ môn Manuel Neuer giành được danh hiệu Găng tay Vàng và Thủ môn xuất sắc nhất giải đấu.

#### Euro 2016 & Cúp Liên đoàn các châu lục 2017

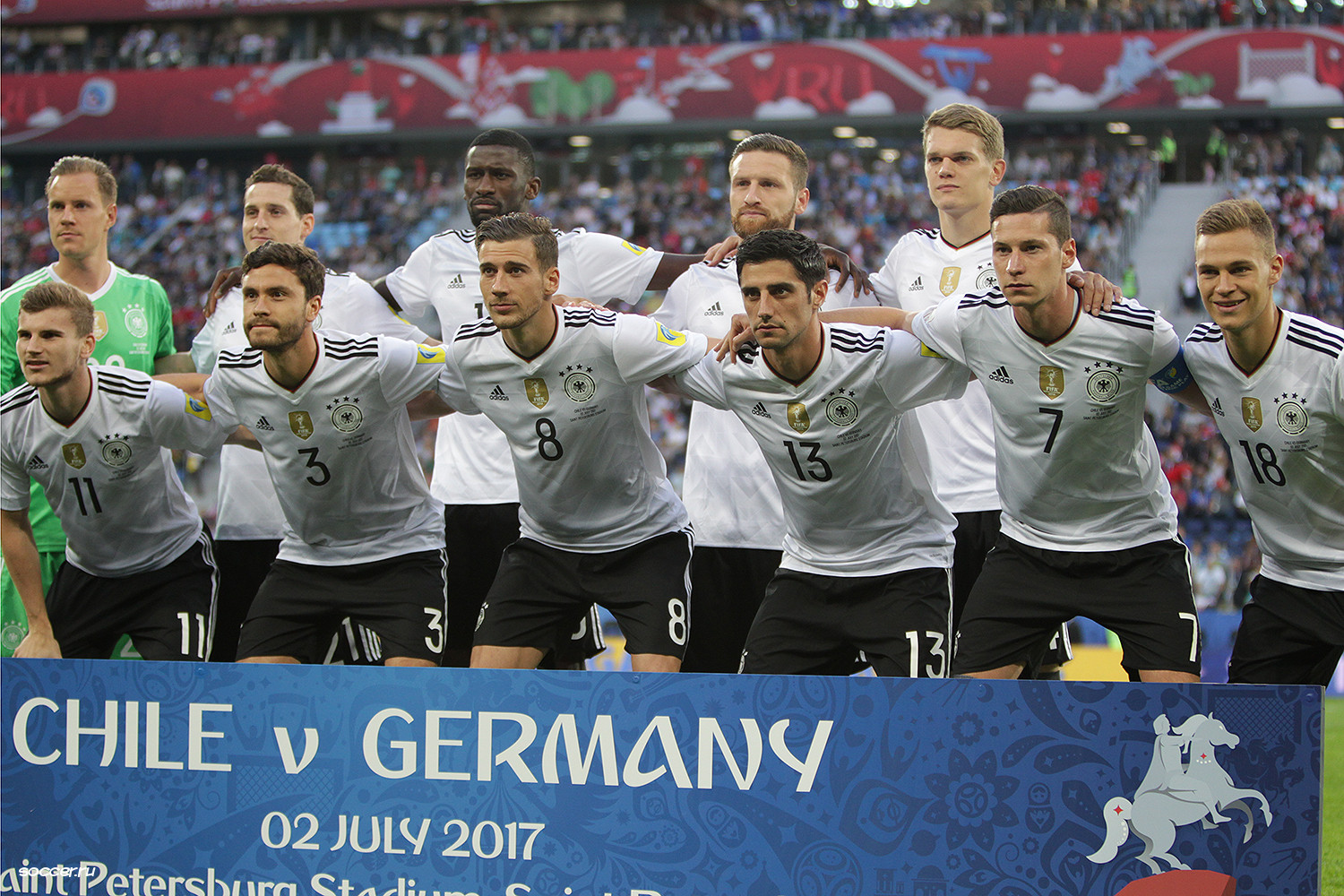
Đội tuyển Đức tại trận chung kết Confederations Cup 2017 với Chile

Tại Euro 2016, Đức nằm ở bảng C với sự góp mặt của Ba Lan, Bắc Ireland và Ukraina. Đức vượt qua vòng bảng suôn sẻ với 2 trận thắng 2–0 trước Ukraina, 1–0 trước Bắc Ireland và trận hòa 0-0 trước Ba Lan. Bước vào vòng 16 đội, Đức tiếp tục thể hiện sức mạnh khi loại Slovakia với tỉ số 3-0 do công của Jérôme Boateng, Mario Gómez và Julian Draxler. Vào vòng tứ kết, với vị thế cửa trên, Đức để hòa Ý với tỉ số 1-1 trong suốt 120 phút thi đấu. Đầu tiên, Mesut Özil mở tỉ số trận đấu ở phút thứ 65. Tuy vậy, Ý kịp thời gỡ hòa với bàn thắng trên chấm phạt đền do công của Leonardo Bonucci ở phút thứ 78 sau tình huống Jérôme Boateng đã bất cẩn để bóng chạm tay trong vòng cấm. Nhưng một lần nữa Đức lại thể hiện bản lĩnh vượt trội của mình khi đả bại Ý trên loạt sút luân lưu 11m với tỉ số 6-5, đây là lần đầu tiên Đức thắng Ý trong một trận đấu chính thức. Nhưng vào đến bán kết, Đức đã gục ngã trước chủ nhà Pháp với tỉ số 2-0, qua đó chính thức về nước sớm và nhìn "Những chú gà trống Pháp" vào trận chung kết để đối đầu với Bồ Đào Nha (đội sau đó lên ngôi vô địch).
Tại Cúp Liên đoàn các châu lục 2017 trên đất Nga, Đức tham dự với tư cách đương kim vô địch thế giới, họ coi đây là một giải đấu giao hữu lớn nhưng không quá quan trọng và chỉ mang sang đội hình B với những cầu thủ trẻ và ít kinh nhiệm cần được cọ xát luyện tập và học hỏi, họ nằm ở bảng B cùng Chile, Úc và Cameroon, Đức dễ dàng đứng đầu khi thắng Úc 3-2, hòa Chile 1-1, thắng Cameroon 3-2, tại bán kết Đức thắng México 4-1, sau đó hạ Chile trong trận tái đấu tại chung kết 1-0 do công của Lars Stindl, qua đó vô địch giải đấu. Đội tuyển Đức 1 lần nữa lại vươn lên đứng đầu trong bảng xếp hạng FIFA và rồi đã duy trì nó cho đến tận vòng chung kết World Cup 2018.

#### FIFA World Cup 2018

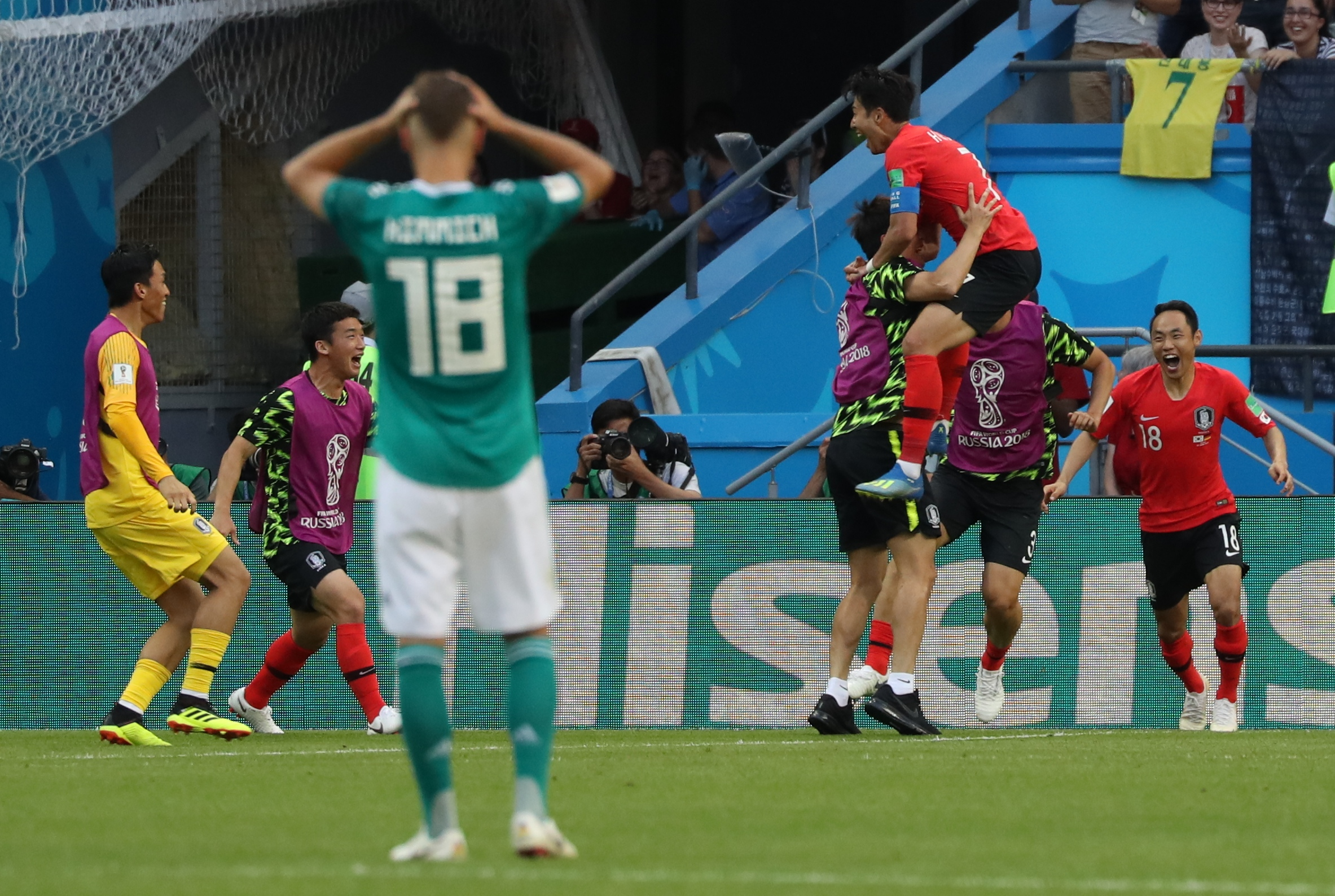
Đội tuyển Đức thua 2-0 Đội tuyển Hàn Quốc tại lượt trận cuối bảng F FIFA World Cup 2018.

Mặc dù Đức chiến thắng tất cả các trận đấu ở vòng loại World Cup 2018 và Confederations Cup năm trước với vị thế là một đội bóng lớn mạnh, Đức đã bắt đầu chiến dịch World Cup 2018 của họ bằng trận thua Mexico lần đầu tiên trong lịch sử các kỳ World Cup tại bảng F. Đây là trận thua đầu tiên của họ trong một trận đấu vòng bảng kể từ World Cup 2010 và thất bại đầu tiên của họ trong một trận mở màn kể từ World Cup 1982. Đức sau đó đánh bại Thụy Điển 2–1 trong trận đấu kế tiếp nhờ bàn thắng gỡ hòa của Marco Reus và cú đá phạt tung nóc lưới Thụy Điển phút bù giờ của Toni Kroos để sống lại hi vọng đi tiếp. Tuy nhiên, Đức bất ngờ thua sốc Hàn Quốc 0-2 ở tại lượt cuối, dẫn đến lần đầu tiên kể từ năm 1938 đội bị loại ngay từ vòng bảng . Trong trận thua này, Đức đã tung ra tổng cộng 28 cú dứt điểm với 6 lần trúng khung thành của Hàn Quốc, nhưng hàng phòng ngự của Hàn Quốc mà tiêu biểu là thủ môn Cho Hyun-woo đã thi đấu kiên cường và không một lần để thủng lưới. Còn thủ môn và đội trưởng Manuel Neuer, anh đã có 1 kỳ World Cup đáng quên nhất trong lịch sử, trong đó vào những phút cuối cùng của trận đấu, Neuer đã mắc một sai lầm nghiêm trọng khi anh đã quyết định tham gia tấn công lên giữa sân cùng đồng đội trong khi Hàn Quốc đang ào ạt tấn công để rồi mất bóng khiến cho Son Heung-min dễ dàng đưa bóng vào lưới trống sau khi nhận đường chuyền dài từ hàng hậu vệ. Đội tuyển Hàn Quốc đã chơi tốt tại vòng chung kết World Cup 2018 và đánh bại nhà đương kim vô địch Đức là 1 danh dự và kỳ tích lớn đối với đội bóng của siêu sao đội trưởng Son Heung-min và người mở tỷ số Kim Young-gwon và cũng là 1 kỳ World Cup tồi tệ nhất của toàn thể người dân nước Đức khi phải chứng kiến việc đội nhà phải trắng tay về nước sớm là sự thật và càng sốc hơn nữa khi một trong những đội tuyển hùng mạnh nhất châu Âu lại để thua thảm một đội tuyển được coi là cửa dưới đến từ châu Á. Đức dẫm chân vào vết giầy của rất nhiều đội đương kim vô địch bị loại ngay ở vòng bảng World Cup gần đây như Pháp (2002), Italy (2010) và Tây Ban Nha (2014). Nỗi thất vọng của họ còn nhân lên gấp bội khi kết thúc vòng bảng với vị trí cuối cùng, có 3 điểm như Hàn Quốc nhưng thua hiệu số bàn thắng bại.

#### UEFA Nations League 2018-19 & Vòng loại Euro 2020
Tại UEFA Nations League 2018-19, Đức nằm cùng bảng A1 với Hà Lan & nhà đương kim vô địch World Cup 2018 Pháp, họ hòa Pháp 0-0 tại sân nhà, sau đó thua Hà Lan 0-3 tại sân khách, thua Pháp 1-2 tại Paris & kết thúc giải đấu khi hòa Hà Lan 2-2 tại sân nhà, chung cuộc Đức đứng cuối bảng A1, đối diện nguy cơ xuống hạng B.
Tại Vòng loại Euro 2020, Đức nằm cùng bảng C với Hà Lan, Bắc Ireland, Belarus & Estonia, Đức thắng Hà Lan 3-2, hạ Belarus 2-0 trên sân khách, hủy diệt Estonia 8-0, nhưng  thua Hà Lan 2-4 tại sân nhà, thắng Bắc Ireland 2-0 tại Belfast, tiếp tục thắng đậm Belarus 4-0 và kết thúc chiến dịch khi hạ Bắc Ireland 6-1 trên sân nhà, chung cuộc Đức đứng nhất bảng C & giành quyền dự Euro 2020 tổ chức hè 2021 do ảnh hưởng của COVID-19.

#### UEFA Nations League 2020-21
Tại UEFA Nations League 2020-21, do UEFA sửa đổi thể thức nên Đức không bị xuống hạng, Đức nằm cùng bảng A4 với Tây Ban Nha, Thụy Sĩ & Ukraina, Đức hòa Tây Ban Nha 1-1 tại sân nhà, hòa Thụy Sĩ cùng tỷ số tại Basel, thắng Ukraina 2-1 tại Kiev, họ để Thụy Sĩ cầm hòa 3-3, thắng Ukraina 3-1 tại sân nhà sau đó thua sốc Tây Ban Nha 0-6 tại Seville. Theo UEFA, đây là trận thua thảm họa lịch sử đối với bóng đá Đức. Lần gần nhất họ thua cách biệt tới 5 bàn trong một trận đấu là ở World Cup 1954 (thua Hungary 3-8 ở vòng bảng). Lùi xa hơn thì vào năm 1931, Đức thua Áo 0-6 trong một trận giao hữu. Thế nên trận thua 0-6 là trận thua đậm nhất lịch sử của đội tuyển Đức trong một trận đấu quốc tế thuộc FIFA. Thất bại được xem là đậm nhất lịch sử của Đức đến nay được ghi nhận là trận thua 0-9 trước Anh vào năm 1909, ở giải quốc tế Đức lần thứ 4. Nhưng khi đó bóng đá vẫn là nghiệp dư. Đây là lần đầu tiên trong lịch sử đội tuyển Đức thua tới 6 bàn không gỡ. Cả trận, họ hứng chịu 23 cú dứt điểm và 10 trong số đó hướng trúng khung thành. Trận thua này khiến Đức dừng bước tại Nations League.
Đội tuyển Đức Joachim Low đã sa sút liên tục trong hai năm qua. Họ bị loại ngay vòng bảng ở ba giải đấu chính thức gần nhất, gồm Nations League 2020-21, Nations League 2018-19 và World Cup 2018. Chiếc ghế của Low vì thế lung lay dữ dội, tuy nhiên, Liên đoàn Bóng đá Đức vẫn tỏ thái độ ủng hộ nhà cầm quân 60 tuổi. Trường đoàn Oliver Bierhoff nói: "Trận thua này sẽ không thay đổi điều gì. Chúng tôi vẫn tin tưởng Low và không việc gì phải nghi ngờ điều ấy" .

#### Euro 2020- giải đấu cuối cùng của Joachim Low
Vào tháng 3, DFB cho biết: "Joachim Loew sẽ kết thúc công việc HLV tuyển quốc gia sau Euro diễn ra vào năm 2021. Ông đã yêu cầu chấm dứt hợp đồng vốn kéo dài đến hết World Cup 2022. DFB đã đồng ý với điều này".
Tại Euro 2020, Đức nằm cùng bảng F với Pháp, Bồ Đào Nha & Hungary, trận ra quân Đức thua Pháp 0-1 do Hummels phản lưới nhà, sau đó thắng Bồ Đào Nha 4-2, cầm hòa Hungary 2-2 và xếp thứ 2 vòng bảng, Đức gục ngã trước Anh với tỷ số 2-0 tại vòng 16 đội. Đây là trận đấu khép lại 15 năm dẫn dắt đội tuyển Đức của Joachim Low.

### 2021-nay: Thời kỳ Hansi Flick & Julian Nagelsmann
Sau thất vọng tại Euro 2020, Hansi Flick, cựu huấn luyện viên Bayern Munich tiếp nhận cương vị huấn luyện viên trưởng. Thành công chỉ tiếp nối sau đó khi Đức tiếp tục đánh bại Liechtenstein, Armenia, Iceland, Romania và Bắc Macedonia tại vòng loại World Cup 2022. Vào ngày 11 tháng 10 năm 2021, Đức đánh bại Bắc Macedonia với tỷ số 4–0 để trở thành đội đầu tiên giành vé tham dự World Cup 2022 tại Qatar.
Tại Nations League 2022–23, Đức đã có chiến thắng đầu tiên trước Ý với tỷ số 5–2. Đây là trận thứ 4 và là trận thắng đầu tiên của Đức trong giải đấu, tuy nhiên Đức đã đứng thứ 3 chung cuộc tại bảng A3. Tại Giải vô địch bóng đá thế giới 2022, Đức cùng bảng E với Tây Ban Nha, Nhật Bản và Costa Rica, tại trận ra quân Đức để thua Nhật Bản 1-2, sau đó hòa Tây Ban Nha 1-1, dù thắng Costa Rica 4-2 tại lượt trận cuối, tuy nhiên Đức chỉ đứng thứ 3 bảng E và phải chia tay giải đấu lần thứ 2 liên tiếp.  Hansi Flick chính thức bị DFB sa thải cùng 2 trợ lý Marcus Sorg và Danny Röhl vào ngày10/9/2023 sau thất bại 1-4 trước Nhật Bản ngay trên sân nhà trong trận giao hữu chuẩn bị cho Euro 2024, Rudi Völler, Hannes Wolf và Sandro Wagner sẽ tạm thời dẫn dắt đội. Đến ngày 21/9, DFB thông báo bổ nhiệm Julian Nagelsmann dẫn dắt Đức, thay thế Hansi Flick bị sa thải. Ông ký hợp đồng dẫn dắt Đức tới ngày 31/7/2024, thời điểm Euro 2024 vừa khép lại. Vào tháng 4 năm 2024, ông gia hạn hợp đồng cho đến FIFA World Cup 2026.
Tại Euro 2024 trên sân nhà, Đức thể hiện sức mạnh khi đứng nhất bảng A với 7 điểm sau chiến thắng 5-1 trước Scotland, 2-0 trước Hungary, cùng trận hòa 1-1 trước Thụy Sĩ. Đức sau đó vượt qua Đan Mạch tại vòng 16 đội, và dừng bước tại tứ kết trước Tây Ban Nha (đội sau đó lên ngôi vô địch) 1-2 sau hiệp phụ.

## Hình ảnh

### Sân vận động
Đức không có sân vận động quốc gia duy nhất, do vậy đội tuyển bóng đá quốc gia của họ thường chơi trên các sân vận động khác nhau trong toàn nước Đức. Họ đã chơi các trận đấu trên sân nhà ở 39 thành phố khác nhau, bao gồm các trận khi đội Đức chơi ở sân Viên, Áo trong giai đoạn giữa 1938 và 1942.

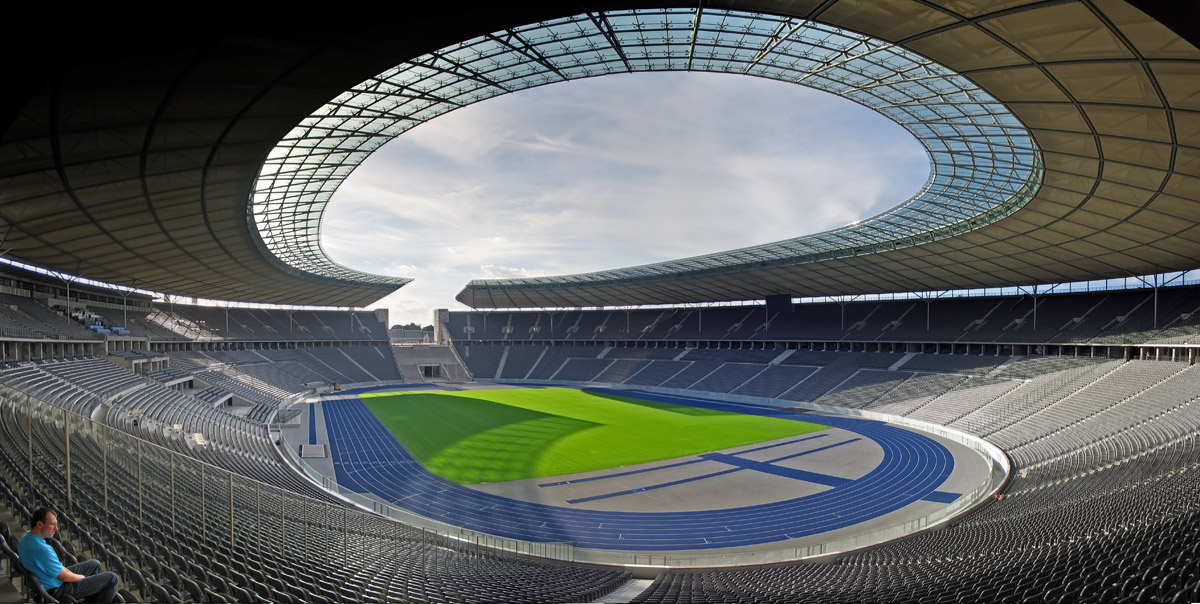
Sân vận động Olympic (Berlin)

Đội tuyển quốc gia Đức thường hay chơi (cho tới nay đã 42 lần) tại sân vận động ở thành phố Berlin, và cũng là nơi mà lần đầu tiên đá trên sân nhà gặp đội tuyển Anh năm 1908. Những thành phố khác bao gồm: Hamburg (34 trận), Stuttgart (29), Hanover (24) và Dortmund. Những thành phố nổi bật khác bao gồm Munich, cũng là nơi tổ chức nhiều sự kiện thể thao lớn cũng như của bóng đá Đức, bao gồm trận chung kết FIFA World Cup 1974 nơi đội tuyển Đức lên ngôi vô địch trước đội tuyển Hà Lan.

### Logo và áo đấu
Logo chính thức của Đội tuyển Đức là hình chim Đại bàng đen Bundesadler từ Quốc huy, bao ngoài bởi 3 lớp hình tròn, với cung phía dưới hình tròn ngoài cùng được cách điệu theo ba màu đen-đỏ-vàng của Quốc kỳ. Giữa hai hình tròn trong cùng là dòng chữ Deutscher Fussball-Bund ("Hiệp hội Bóng đá Đức" trong tiếng Đức nhưng chữ "ß" được thay bằng "ss"). Tại các kỳ World Cup, 4 ngôi sao vàng sẽ đựoc in lên trên cùng để tượng trưng cho 4 lần vô địch thế giới. 

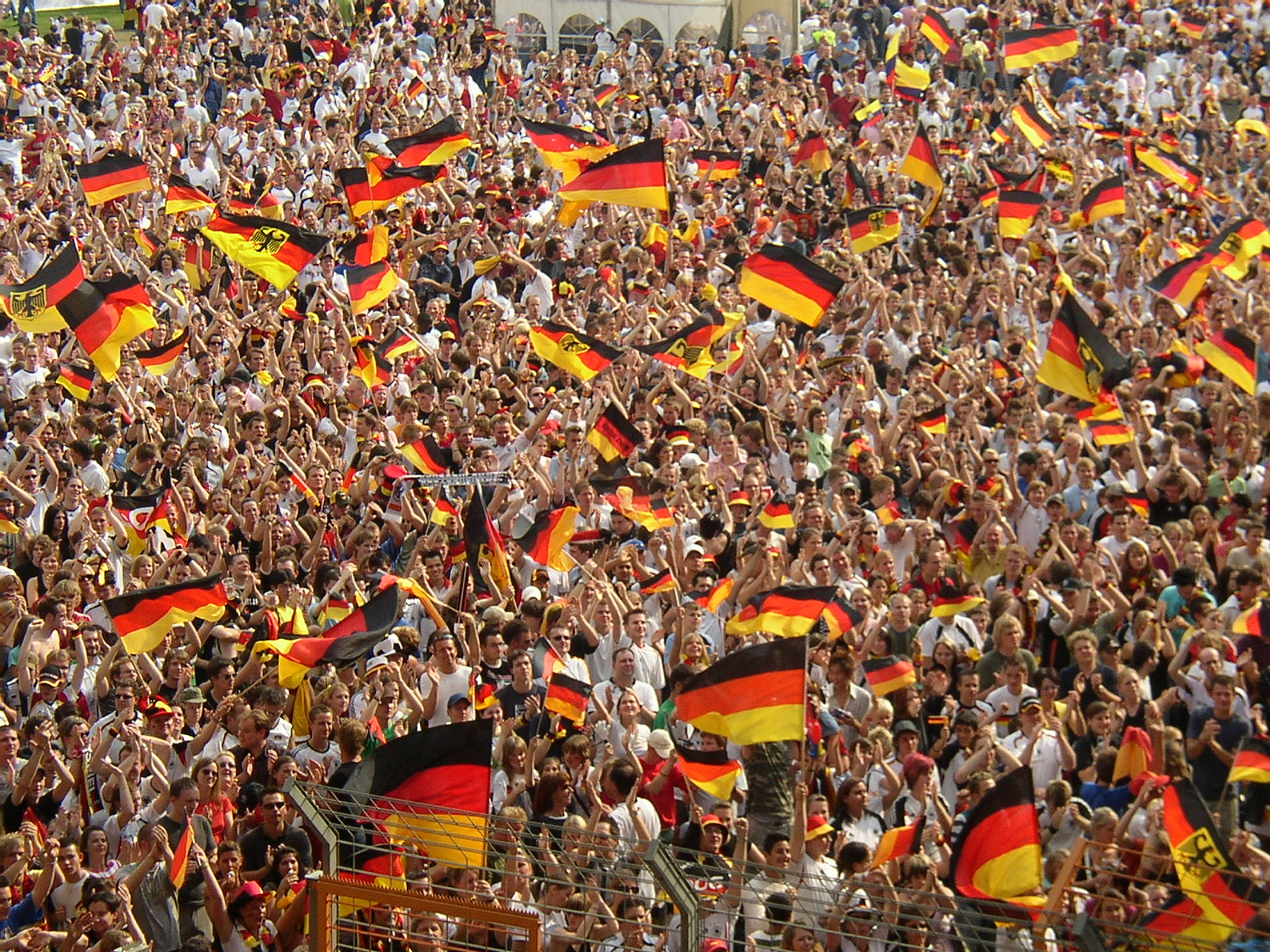
Các cổ động viên vẫy quốc kỳ tại World Cup 2006.

Adidas là nhà sản xuất trang phục lâu năm nhất cho đội tuyển Đức, nhà tài trợ này bắt đầu cung cấp cho đội tuyển từ năm 1954 và hợp đồng vẫn còn kéo dài. Trong những năm 1970, đội tuyển Đức mặc áo đấu của hãng Erima (một thương hiệu của Đức, cũng từng là chi nhánh của Adidas).

Trang phục chính của đội tuyển luôn có áo phông màu trắng, quần đùi màu đen cùng với tất trắng. Những màu này giống với màu của cờ thế kỷ 19 của Vương quốc Phổ. Từ 1988, các nhà thiết kế áo thi đấu đã kết hợp thêm các chi tiết của cờ Đức (với một ngoại lệ tại World Cup 2002, khi trang phục của đội tuyển có thuần túy màu đen và trắng). Màu sắc của trang phục phụ có một vài sự thay đổi theo thời gian. Tại World Cup 2014, trang phục chính của đội tuyển với áo và quần đều màu trắng, khác so với trang phục truyền thống, lý do này là màu sắc của bộ quần áo không phù hợp với c7ác quy định của FIFA trong suốt cả giải đấu này. Vào những năm 1954 và 2016, tất của đội tuyển Đức được đổi thành màu đen (ngoại trừ trận tứ kết Euro 2016 gặp đội tuyển Ý, đội tuyển Đức đã đi tất màu trắng). Tại UEFA Nations League 2018-19, trang phục của tuyển Đức từ áo, quần đến tất đều được đổi thành màu trắng nguyên vẹn như tại World Cup 2014. Về mặt lịch sử, trang phục phụ với áo màu xanh và quần trắng thường được sử dụng hơn so với các bộ khác, với màu xanh giống với màu của logo DFB – mặc dù đôi khi người ta hiểu nhầm rằng màu xanh giống với màu áo của đội tuyển Ireland, đội đầu tiên gặp đội tuyển Đức trong trận đấu giao hữu quốc tế sau chiến tranh thế giới lần thứ hai. Tuy nhiên, đội bóng đầu tiên đá với đội tuyển này sau chiến tranh thế giới lần thứ hai lại chính thức là đội Thụy Sĩ. Các màu khác như đỏ, xám, xanh,... cũng thường được sử dụng.
Màu sắc thay đổi từ đen sang đỏ bắt đầu từ năm 2005 khi Jürgen Klinsmann đã kiến nghị thay đổi màu áo, nhưng đội tuyển Đức vẫn sử dụng trang phục màu trắng truyền thống khi đội tuyển chơi trên sân nhà tại World Cup 2006. Năm 2010, trang phục thay đổi sang quần màu trắng và áo màu đen xám, mặc dù vậy đội tuyển vẫn mặc trang phục chính với quần đen và áo trắng lúc thi đấu. Trang phục phụ của đội tuyển thay đổi sang áo có dải màu đỏ và đen với chữ màu trắng, quần màu đen.
Áo đấu chính
| World Cup · 1954 | World Cup · 1970 | World Cup · 1974 | World Cup · 1978 | Euro 1980 và World Cup 1982 |  | Euro · 1984 | World Cup · 1986 |

| Euro 1988 và World Cup 1990 | Euro · 1992 | World Cup · 1994 | Euro · 1996 | World Cup · 1998 | Euro · 2000 | World Cup · 2002 |

| Euro 2004 và Confed Cup 2005 | World Cup · 2006 | Euro · 2008 | World Cup · 2010 | Euro · 2012 | World Cup · 2014 | Euro · 2016 |
| Confed Cup · 2017            | World Cup · 2018 | Euro · 2020 | World Cup · 2022 |             |                  |             |

## Danh hiệu

### Giải đấu
- FIFA World Cup: 4

Vô địch (4): 1954; 1974; 1990; 2014
Á quân (4): 1966; 1982; 1986; 2002
Hạng ba (4): 1934; 1970; 2006; 2010
- FIFA Confederations Cup: 1

Vô địch (1): 2017
Hạng ba (1): 2005
- UEFA European Championship: 3

Vô địch (3): 1972; 1980; 1996
Á quân (3): 1976; 1992; 2008
- Bóng đá nam tại Olympic:

 1976
 1980
 1964; 1972; 1988
U.S. Cup
- Vô địch: 1993

 'Giải đấu Bốn Quốc gia' 
- Hạng ba: 1988

### Giải thưởng
'FIFA World Cup Fair Play Trophy' 
- Người chiến thắng: 1974

 'FIFA Confederations Cup Fair Play Award' 
- Người chiến thắng: 2017

 'FIFA Team of the Year' 
- Người chiến thắng (3): 1993, 2014, 2017

 'Giải thưởng Thể thao Thế giới Laureus dành cho Đội của năm' '
- Người chiến thắng: 2015

 'Đội bóng thế giới của năm' '
- Người chiến thắng (2): 1990, 2014

 'Giải vô địch bóng đá thế giới không chính thức' '
- Người sở hữu: 31 lần

 'Đội thể thao của năm của Đức' 
- Người chiến thắng (10): 1966, 1970, 1974, 1980, 1990, 1996, 2002, 2006, 2010, 2014

 'Silbernes Lorbeerblatt' '
- Người chiến thắng (7): 1954, 1972, 1974, 1980, 1990, 1996, 2014

## Thành tích tại các giải đấu

### Giải vô địch bóng đá thế giới
Đức là đội tuyển tham dự nhiều vòng chung kết World Cup thứ hai và cũng là đội tuyển giàu thành tích thứ hai tại giải đấu chỉ sau Brazil.
| Năm       | Kết quả             | St             | T              | H              | B              | Bt             | Bb             |
| --------- | ------------------- | -------------- | -------------- | -------------- | -------------- | -------------- | -------------- |
| 1930      | Không tham dự       | Không tham dự  | Không tham dự  | Không tham dự  | Không tham dự  | Không tham dự  | Không tham dự  |
| 1934      | Hạng ba             | 4              | 3              | 0              | 1              | 11             | 8              |
| 1938      | Vòng 1              | 2              | 0              | 1              | 1              | 3              | 5              |
| 1950      | Bị cấm thi đấu      | Bị cấm thi đấu | Bị cấm thi đấu | Bị cấm thi đấu | Bị cấm thi đấu | Bị cấm thi đấu | Bị cấm thi đấu |
| 1954      | Vô địch             | 5              | 4              | 0              | 1              | 25             | 14             |
| 1958      | Hạng tư             | 6              | 2              | 2              | 2              | 12             | 14             |
| 1962      | Tứ kết              | 4              | 2              | 1              | 1              | 4              | 2              |
| 1966      | Á quân              | 6              | 4              | 1              | 1              | 15             | 6              |
| 1970      | Hạng ba             | 6              | 5              | 0              | 1              | 17             | 10             |
| 1974      | Vô địch             | 7              | 6              | 0              | 1              | 13             | 4              |
| 1978      | Vòng 2              | 6              | 1              | 4              | 1              | 10             | 5              |
| 1982      | Á quân              | 7              | 4              | 1              | 2              | 17             | 14             |
| 1986      | Á quân              | 7              | 4              | 1              | 2              | 13             | 7              |
| 1990      | Vô địch             | 7              | 5              | 2              | 0              | 15             | 5              |
| 1994      | Tứ kết              | 5              | 3              | 1              | 1              | 9              | 7              |
| 1998      | Tứ kết              | 5              | 3              | 1              | 1              | 8              | 6              |
| 2002      | Á quân              | 7              | 5              | 1              | 1              | 14             | 3              |
| 2006      | Hạng ba             | 7              | 6              | 0              | 1              | 14             | 6              |
| 2010      | Hạng ba             | 7              | 5              | 0              | 2              | 16             | 5              |
| 2014      | Vô địch             | 7              | 6              | 1              | 0              | 18             | 4              |
| 2018      | Vòng 1              | 3              | 1              | 0              | 2              | 2              | 4              |
| 2022      | Vòng 1              | 3              | 1              | 1              | 1              | 6              | 5              |
| 2026      | Chưa xác định       | Chưa xác định  | Chưa xác định  | Chưa xác định  | Chưa xác định  | Chưa xác định  | Chưa xác định  |
| Tổng cộng | 20/22 4 lần vô địch | 108            | 66             | 20             | 20             | 242            | 130            |

### FIFA Confederations Cup
| Năm       | Kết quả                   | St                        | T                         | H                         | B                         | Bt                        | Bb                        |
| --------- | ------------------------- | ------------------------- | ------------------------- | ------------------------- | ------------------------- | ------------------------- | ------------------------- |
| 1992      | Không giành quyền tham dự | Không giành quyền tham dự | Không giành quyền tham dự | Không giành quyền tham dự | Không giành quyền tham dự | Không giành quyền tham dự | Không giành quyền tham dự |
| 1995      | Không giành quyền tham dự | Không giành quyền tham dự | Không giành quyền tham dự | Không giành quyền tham dự | Không giành quyền tham dự | Không giành quyền tham dự | Không giành quyền tham dự |
| 1997      | Không tham dự             | Không tham dự             | Không tham dự             | Không tham dự             | Không tham dự             | Không tham dự             | Không tham dự             |
| 1999      | Vòng 1                    | 3                         | 1                         | 0                         | 2                         | 2                         | 6                         |
| 2001      | Không giành quyền tham dự | Không giành quyền tham dự | Không giành quyền tham dự | Không giành quyền tham dự | Không giành quyền tham dự | Không giành quyền tham dự | Không giành quyền tham dự |
| 2003      | Không tham dự             | Không tham dự             | Không tham dự             | Không tham dự             | Không tham dự             | Không tham dự             | Không tham dự             |
| 2005      | Hạng ba                   | 5                         | 3                         | 1                         | 1                         | 15                        | 11                        |
| 2009      | Không giành quyền tham dự | Không giành quyền tham dự | Không giành quyền tham dự | Không giành quyền tham dự | Không giành quyền tham dự | Không giành quyền tham dự | Không giành quyền tham dự |
| 2013      | Không giành quyền tham dự | Không giành quyền tham dự | Không giành quyền tham dự | Không giành quyền tham dự | Không giành quyền tham dự | Không giành quyền tham dự | Không giành quyền tham dự |
| 2017      | Vô địch                   | 5                         | 4                         | 1                         | 0                         | 12                        | 5                         |
| Tổng cộng | 3/10 1 lần vô địch        | 13                        | 8                         | 2                         | 3                         | 29                        | 22                        |

### Giải vô địch bóng đá châu Âu
Đức là đội tuyển tham dự nhiều vòng chung kết Euro nhất từ năm 1972 đến nay và cũng là đội tuyển giàu thành tích nhất giải đấu với 3 lần vô địch và 3 lần á quân.
| Năm       | Kết quả             | St            | T             | H             | B             | Bt            | Bb            |               |
| --------- | ------------------- | ------------- | ------------- | ------------- | ------------- | ------------- | ------------- | ------------- |
| 1960      | Không tham dự       | Không tham dự | Không tham dự | Không tham dự | Không tham dự | Không tham dự | Không tham dự |               |
| 1964      | Không tham dự       | Không tham dự | Không tham dự | Không tham dự | Không tham dự | Không tham dự | Không tham dự |               |
| 1968      | Không tham dự       | Không tham dự | Không tham dự | Không tham dự | Không tham dự | Không tham dự | Không tham dự |               |
| 1972      | Vô địch             | 2             | 2             | 0             | 0             | 5             | 1             |               |
| 1976      | Á quân              | 2             | 1             | 0             | 1             | 6             | 4             |               |
| 1980      | Vô địch             | 4             | 3             | 1             | 0             | 6             | 3             |               |
| 1984      | Vòng bảng           | 3             | 1             | 1             | 1             | 2             | 2             |               |
| 1988      | Bán kết             | 4             | 2             | 1             | 1             | 6             | 3             |               |
| 1992      | Á quân              | 5             | 2             | 1             | 2             | 7             | 8             |               |
| 1996      | Vô địch             | 6             | 4             | 2             | 0             | 10            | 3             |               |
| 2000      | Vòng bảng           | 3             | 0             | 1             | 2             | 1             | 5             |               |
| 2004      | Vòng bảng           | 3             | 0             | 2             | 1             | 2             | 3             |               |
| 2008      | Á quân              | 6             | 4             | 0             | 2             | 10            | 7             |               |
| 2012      | Bán kết             | 5             | 4             | 0             | 1             | 10            | 6             |               |
| 2016      | Bán kết             | 6             | 3             | 2             | 1             | 7             | 3             |               |
| 2020      | Vòng 16 đội         | 4             | 1             | 1             | 2             | 6             | 7             |               |
| 2024      | Tứ kết              | 5             | 3             | 1             | 1             | 11            | 4             |               |
| 2028      | Chưa xác định       | Chưa xác định | Chưa xác định | Chưa xác định | Chưa xác định | Chưa xác định | Chưa xác định | Chưa xác định |
| 2032      | Chưa xác định       | Chưa xác định | Chưa xác định | Chưa xác định | Chưa xác định | Chưa xác định | Chưa xác định | Chưa xác định |
| Tổng cộng | 14/19 3 lần vô địch | 58            | 30            | 14            | 14            | 89            | 59            |               |

### UEFA Nations League
| Thành tích tại UEFA Nations League | Thành tích tại UEFA Nations League | Thành tích tại UEFA Nations League | Thành tích tại UEFA Nations League | Thành tích tại UEFA Nations League | Thành tích tại UEFA Nations League | Thành tích tại UEFA Nations League | Thành tích tại UEFA Nations League | Thành tích tại UEFA Nations League | Thành tích tại UEFA Nations League | Thành tích tại UEFA Nations League |
| Mùa giải                           | Hạng đấu                           | Bảng                               | Pld                                | W                                  | D                                  | L                                  | GF                                 | GA                                 | Thứ hạng                           |                                    |
| ---------------------------------- | ---------------------------------- | ---------------------------------- | ---------------------------------- | ---------------------------------- | ---------------------------------- | ---------------------------------- | ---------------------------------- | ---------------------------------- | ---------------------------------- | ---------------------------------- |
| 2018–19                            | A                                  | 1                                  | 4                                  | 0                                  | 2                                  | 2                                  | 3                                  | 7                                  | 11th                               |                                    |
| 2020–21                            | A                                  | 4                                  | 6                                  | 2                                  | 3                                  | 1                                  | 10                                 | 13                                 | 8th                                |                                    |
| Tổng cộng                          | Tổng cộng                          | Tổng cộng                          | 10                                 | 2                                  | 5                                  | 3                                  | 13                                 | 20                                 | 8th                                |                                    |

## Kỷ lục
Tính đến 27 tháng 3 năm 2024
Cầu thủ in đậm vẫn còn thi đấu cho đội tuyển quốc gia.

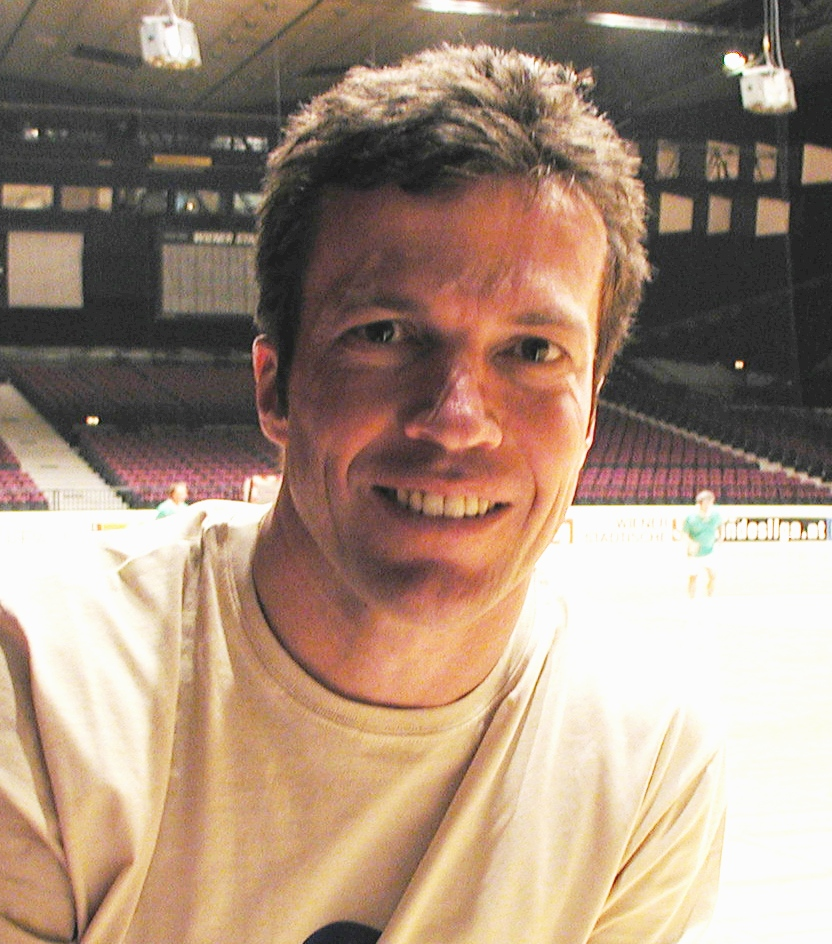
Lothar Matthäus là cầu thủ khoác áo đội tuyển Đức nhiều nhất với 150 trận.

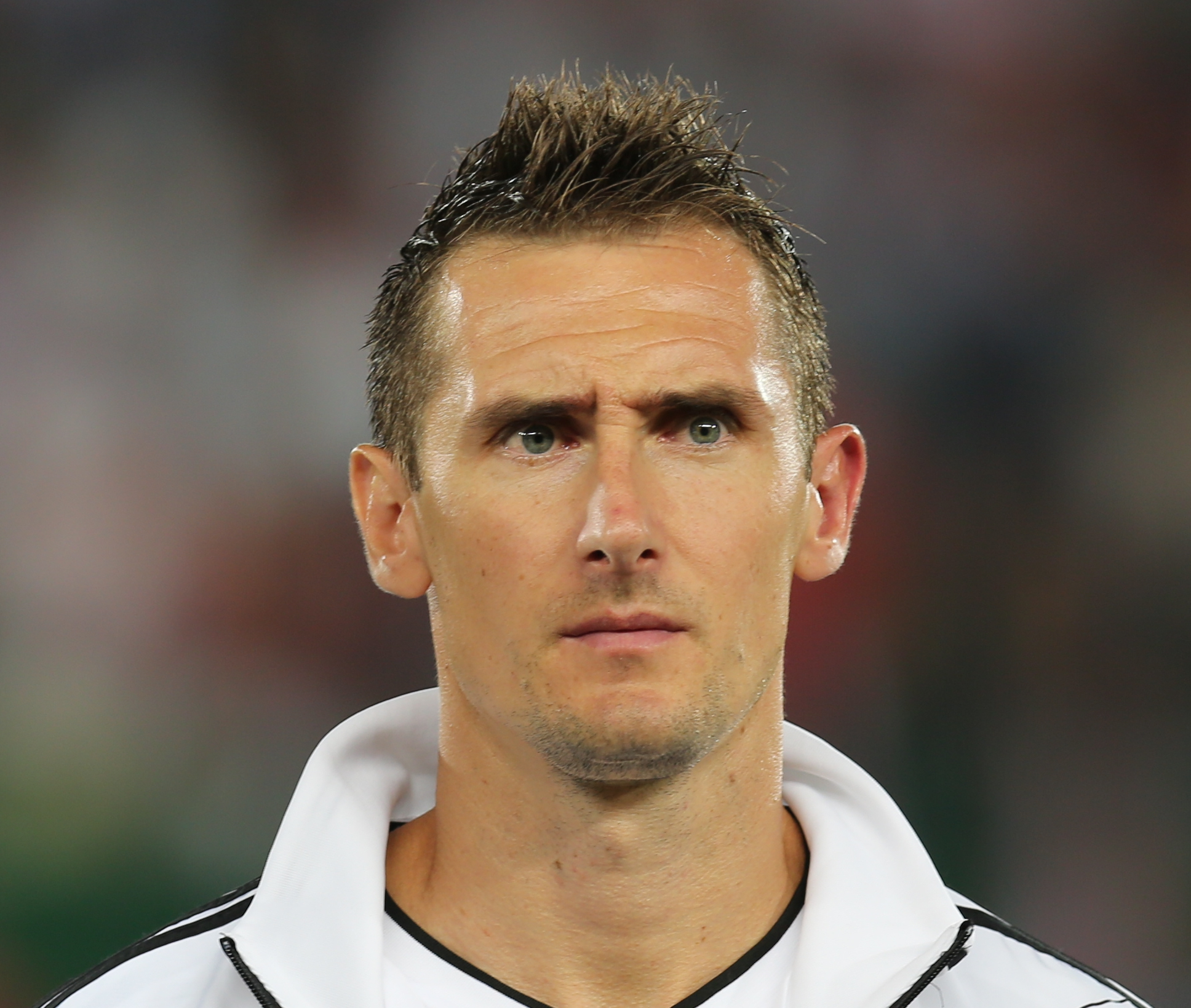
Miroslav Klose là cầu thủ ghi nhiều bàn thắng nhất cho đội tuyển Đức với 71 bàn.

Số lần khoác áo đội tuyển quốc gia
| #  | Cầu thủ                | Số trận | Bàn thắng | Thời gian |
| -- | ---------------------- | ------- | --------- | --------- |
| 1  | Lothar Matthäus        | 150     | 23        | 1980–2000 |
| 2  | Miroslav Klose         | 137     | 71        | 2001–2014 |
| 3  | Lukas Podolski         | 130     | 49        | 2004–2017 |
| 4  | Thomas Müller          | 128     | 45        | 2010–     |
| 5  | Bastian Schweinsteiger | 121     | 24        | 2004–2016 |
| 6  | Manuel Neuer           | 117     | 0         | 2009–     |
| 7  | Philipp Lahm           | 113     | 5         | 2004–2014 |
| 8  | Jürgen Klinsmann       | 108     | 47        | 1987–1998 |
| 9  | Toni Kroos             | 108     | 17        | 2010–     |
| 10 | Jürgen Kohler          | 105     | 2         | 1986–1998 |

Số bàn thắng
| #  | Cầu thủ               | Bàn thắng | Ra sân | Tỉ lệ | Thời gian |
| -- | --------------------- | --------- | ------ | ----- | --------- |
| 1  | Miroslav Klose        | 71        | 137    | 0.52  | 2001–2014 |
| 2  | Gerd Müller           | 68        | 62     | 1.1   | 1966–1974 |
| 3  | Lukas Podolski        | 49        | 130    | 0.38  | 2004–2017 |
| 4  | Rudi Völler           | 47        | 90     | 0.52  | 1982–1994 |
| 4  | Jürgen Klinsmann      | 47        | 108    | 0.44  | 1987–1998 |
| 6  | Karl-Heinz Rummenigge | 45        | 95     | 0.47  | 1976–1986 |
| 6  | Thomas Müller         | 45        | 128    | 0.35  | 2010–     |
| 8  | Uwe Seeler            | 43        | 72     | 0.6   | 1954–1970 |
| 9  | Michael Ballack       | 42        | 98     | 0.43  | 1999–2010 |
| 10 | Oliver Bierhoff       | 37        | 70     | 0.53  | 1996–2002 |

### Kỷ lục khác
- Cầu thủ tham dự nhiều kỳ World Cup nhất: Lothar Matthäus - 5 lần (cũng là kỉ lục thế giới cùng với thủ môn Mexico Antonio Carbajal và thủ môn Ý Gianluigi Buffon)
- Cầu thủ tham dự nhiều trận đấu tại World Cup nhất: Lothar Matthäus - 25 trận (kỉ lục thế giới)
- Cầu thủ ghi nhiều bàn thắng tại World Cup nhất: Miroslav Klose - 16 bàn
- Cầu thủ tham dự nhiều trận đấu tại Euro nhất: Thomas Häßler và Jürgen Klinsmann - 13 trận
- Cầu thủ ghi nhiều bàn thắng tại Euro nhất: Jürgen Klinsmann - 5 bàn

Tính tại các vòng chung kết World Cup và Euro

## Cầu thủ
Những cầu thủ sau đây được triệu tập cho các trận đấu giao hữu với Chile và Pháp vào ngày 23 và 27 tháng 3 năm 2024.
Số liệu thống kê chính xác đến ngày 27 tháng 3 năm 2024, sau trận gặp Chile.
| Số | VT | Cầu thủ                  | Ngày sinh (tuổi)  | Trận | Bàn | Câu lạc bộ             |
| -- | -- | ------------------------ | ----------------- | ---- | --- | ---------------------- |
| 12 | TM | Bernd Leno               | 4 tháng 3, 1992   | 9    | 0   | Fulham                 |
| 22 | TM | Marc-André ter Stegen    | 30 tháng 4, 1992  | 40   | 0   | Barcelona              |
| 24 | TM | Oliver Baumann           | 2 tháng 6, 1990   | 0    | 0   | TSG Hoffenheim         |
|    |    |                          |                   |      |     |                        |
| 2  | HV | Antonio Rüdiger          | 3 tháng 3, 1993   | 68   | 3   | Real Madrid            |
| 3  | HV | David Raum               | 22 tháng 4, 1998  | 20   | 0   | RB Leipzig             |
| 4  | HV | Jonathan Tah             | 11 tháng 2, 1996  | 23   | 0   | Bayer Leverkusen       |
| 6  | HV | Joshua Kimmich           | 8 tháng 2, 1995   | 84   | 6   | Bayern Munich          |
| 15 | HV | Robin Koch               | 17 tháng 7, 1996  | 8    | 0   | Eintracht Frankfurt    |
| 16 | HV | Waldemar Anton           | 20 tháng 7, 1996  | 1    | 0   | VfB Stuttgart          |
| 18 | HV | Maximilian Mittelstädt   | 18 tháng 3, 1997  | 2    | 1   | VfB Stuttgart          |
| 20 | HV | Benjamin Henrichs        | 23 tháng 2, 1997  | 14   | 0   | RB Leipzig             |
|    |    |                          |                   |      |     |                        |
| 5  | TV | Pascal Groß              | 15 tháng 6, 1991  | 5    | 0   | Brighton & Hove Albion |
| 8  | TV | Toni Kroos               | 4 tháng 1, 1990   | 108  | 17  | Real Madrid            |
| 10 | TV | Jamal Musiala            | 26 tháng 2, 2003  | 27   | 2   | Bayern Munich          |
| 11 | TV | Chris Führich            | 9 tháng 1, 1998   | 3    | 0   | VfB Stuttgart          |
| 17 | TV | Florian Wirtz            | 3 tháng 5, 2003   | 16   | 1   | Bayer Leverkusen       |
| 21 | TV | İlkay Gündoğan (captain) | 24 tháng 10, 1990 | 75   | 18  | Barcelona              |
| 23 | TV | Robert Andrich           | 22 tháng 9, 1994  | 3    | 0   | Bayer Leverkusen       |
|    |    |                          |                   |      |     |                        |
| 7  | TĐ | Kai Havertz              | 11 tháng 6, 1999  | 44   | 15  | Arsenal                |
| 9  | TĐ | Niclas Füllkrug          | 9 tháng 2, 1993   | 15   | 11  | Borussia Dortmund      |
| 13 | TĐ | Thomas Müller            | 13 tháng 9, 1989  | 128  | 45  | Bayern Munich          |
| 14 | TĐ | Maximilian Beier         | 17 tháng 10, 2002 | 0    | 0   | TSG Hoffenheim         |
| 26 | TĐ | Deniz Undav              | 19 tháng 7, 1996  | 1    | 0   | VfB Stuttgart          |

### Triệu tập gần đây
Dưới đây là tên các cầu thủ được triệu tập trong vòng 12 tháng.
| Vt                         | Cầu thủ             | Ngày sinh (tuổi)  | Số trận | Bt | Câu lạc bộ          | Lần cuối triệu tập                      |
| -------------------------- | ------------------- | ----------------- | ------- | -- | ------------------- | --------------------------------------- |
| TM                         | Manuel Neuer        | 27 tháng 3, 1986  | 117     | 0  | Bayern Munich       | v. Pháp, 23 tháng 3 năm 2024 INJ        |
| TM                         | Kevin Trapp         | 8 tháng 7, 1990   | 9       | 0  | Eintracht Frankfurt | v. Áo, 21 tháng 11 năm 2023             |
| TM                         | Janis Blaswich      | 2 tháng 5, 1991   | 0       | 0  | RB Leipzig          | v. Áo, 21 tháng 11 năm 2023             |
|                            |                     |                   |         |    |                     |                                         |
| HV                         | Jan-Niklas Beste    | 4 tháng 1, 1999   | 0       | 0  | 1. FC Heidenheim    | v. Pháp, 23 tháng 3 năm 2024 INJ        |
| HV                         | Mats Hummels        | 16 tháng 12, 1988 | 78      | 5  | Borussia Dortmund   | v. Áo, 21 tháng 11 năm 2023             |
| HV                         | Niklas Süle         | 3 tháng 9, 1995   | 49      | 1  | Borussia Dortmund   | v. Áo, 21 tháng 11 năm 2023             |
| HV                         | Robin Gosens        | 5 tháng 7, 1994   | 20      | 2  | Union Berlin        | v. Thổ Nhĩ Kỳ, 18 tháng 11 năm 2023     |
| HV                         | Malick Thiaw        | 8 tháng 8, 2001   | 3       | 0  | Milan               | v. Thổ Nhĩ Kỳ, 18 tháng 11 năm 2023     |
| HV                         | Nico Schlotterbeck  | 1 tháng 12, 1999  | 11      | 0  | Borussia Dortmund   | v. Pháp, 12 tháng 9 năm 2023            |
| HV                         | Matthias Ginter     | 19 tháng 1, 1994  | 51      | 2  | SC Freiburg         | v. Colombia, 20 tháng 6 năm 2023        |
| HV                         | Thilo Kehrer        | 21 tháng 9, 1996  | 27      | 0  | Monaco              | v. Colombia, 20 tháng 6 năm 2023        |
| HV                         | Marius Wolf         | 27 tháng 5, 1995  | 5       | 0  | Borussia Dortmund   | v. Colombia, 20 tháng 6 năm 2023        |
| HV                         | Lukas Klostermann   | 3 tháng 6, 1996   | 22      | 0  | RB Leipzig          | v. Ba Lan, 16 tháng 6 năm 2023          |
|                            |                     |                   |         |    |                     |                                         |
| TV                         | Aleksandar Pavlović | 3 tháng 5, 2004   | 0       | 0  | Bayern Munich       | v. Pháp, 23 tháng 3 năm 2024 INJ        |
| TV                         | Leroy Sané          | 11 tháng 1, 1996  | 59      | 13 | Bayern Munich       | v. Áo, 21 tháng 11 năm 2023             |
| TV                         | Leon Goretzka       | 6 tháng 2, 1995   | 57      | 14 | Bayern Munich       | v. Áo, 21 tháng 11 năm 2023             |
| TV                         | Julian Brandt       | 2 tháng 5, 1996   | 47      | 3  | Borussia Dortmund   | v. Áo, 21 tháng 11 năm 2023             |
| TV                         | Jonas Hofmann       | 14 tháng 7, 1992  | 23      | 4  | Bayer Leverkusen    | v. Áo, 21 tháng 11 năm 2023             |
| TV                         | Grischa Prömel      | 9 tháng 1, 1995   | 0       | 0  | TSG Hoffenheim      | v. Áo, 21 tháng 11 năm 2023             |
| TV                         | Felix Nmecha        | 10 tháng 10, 2000 | 1       | 0  | Borussia Dortmund   | v. Thổ Nhĩ Kỳ, 18 tháng 11 năm 2023 INJ |
| TV                         | Emre Can            | 12 tháng 1, 1994  | 43      | 1  | Borussia Dortmund   | v. Pháp, 12 tháng 9 năm 2023            |
|                            |                     |                   |         |    |                     |                                         |
| TĐ                         | Serge Gnabry        | 14 tháng 7, 1995  | 45      | 22 | Bayern Munich       | v. Áo, 21 tháng 11 năm 2023             |
| TĐ                         | Marvin Ducksch      | 7 tháng 3, 1994   | 2       | 0  | Werder Bremen       | v. Áo, 21 tháng 11 năm 2023             |
| TĐ                         | Kevin Behrens       | 3 tháng 2, 1991   | 1       | 0  | VfL Wolfsburg       | v. México, 18 tháng 10 năm 2023         |
| TĐ                         | Kevin Schade        | 27 tháng 11, 2001 | 3       | 0  | Brentford           | v. Pháp, 12 tháng 9 năm 2023            |
| TĐ                         | Timo Werner         | 6 tháng 3, 1996   | 57      | 24 | Tottenham Hotspur   | v. Ba Lan, 16 tháng 6 năm 2023          |
| INJ Withdrew due to injury |                     |                   |         |    |                     |                                         |

## Huấn luyện viên & đội trưởng
| Danh sách các đội trưởng và huấn luyện viên trưởng đội tuyển Đức \| Đội trưởng - 1934–1939: Fritz Szepan (30 trận) - 1939–1942: Paul Janes (31 trận) - 1951–1956: Fritz Walter* (30 trận) - 1957–1962: Hans Schäfer (16 trận) - 1958–1959: Helmut Rahn (8 trận) - 1959–1962: Herbert Erhardt (18 trận) - 1962–1970: Uwe Seeler* (40 trận) - 1970–1971: Wolfgang Overath (14 trận) - 1971–1977: Franz Beckenbauer* (50 trận) - 1977–1978: Berti Vogts (20 trận) - 1978–1981: Bernard Dietz (19 trận) - 1981–1986: Karl-Heinz Rummenigge (51 trận) - 1986–1986: Harald Schumacher (14 trận) - 1986–1988: Klaus Allofs (8 trận) - 1988–1994: Lothar Matthäus* (75 trận) - 1994–1998: Jürgen Klinsmann (36 trận) - 1998–2001: Oliver Bierhoff (23 trận) \| - 2001–2004: Oliver Kahn (49 trận) - 2004–2010: Michael Ballack (55 trận) - 2010–2014: Philipp Lahm (21 trận) - 2014–2016: Bastian Schweinsteiger - 2016–2023: Manuel Neuer - 2023-: İlkay Gündoğan Huấn luyện viên trưởng - 1908–1927: Hội đồng của DFB - 1927–1936: Otto Nerz - 1936–1964: Sepp Herberger - 1964–1978: Helmut Schön - 1978–1984: Jupp Derwall - 1984–1990: Franz Beckenbauer - 1990–1998: Berti Vogts - 1998–2000: Erich Ribbeck - 2000–2004: Rudi Völler - 2004–2006: Jürgen Klinsmann - 2006–2021: Joachim Löw - 2021–2023: Hans-Dieter Flick - 2023–nay: Julian Nagelsmann \| | |
| Đội trưởng - 1934–1939: Fritz Szepan (30 trận) - 1939–1942: Paul Janes (31 trận) - 1951–1956: Fritz Walter* (30 trận) - 1957–1962: Hans Schäfer (16 trận) - 1958–1959: Helmut Rahn (8 trận) - 1959–1962: Herbert Erhardt (18 trận) - 1962–1970: Uwe Seeler* (40 trận) - 1970–1971: Wolfgang Overath (14 trận) - 1971–1977: Franz Beckenbauer* (50 trận) - 1977–1978: Berti Vogts (20 trận) - 1978–1981: Bernard Dietz (19 trận) - 1981–1986: Karl-Heinz Rummenigge (51 trận) - 1986–1986: Harald Schumacher (14 trận) - 1986–1988: Klaus Allofs (8 trận) - 1988–1994: Lothar Matthäus* (75 trận) - 1994–1998: Jürgen Klinsmann (36 trận) - 1998–2001: Oliver Bierhoff (23 trận) | - 2001–2004: Oliver Kahn (49 trận) - 2004–2010: Michael Ballack (55 trận) - 2010–2014: Philipp Lahm (21 trận) - 2014–2016: Bastian Schweinsteiger - 2016–2023: Manuel Neuer - 2023-: İlkay Gündoğan Huấn luyện viên trưởng - 1908–1927: Hội đồng của DFB - 1927–1936: Otto Nerz - 1936–1964: Sepp Herberger - 1964–1978: Helmut Schön - 1978–1984: Jupp Derwall - 1984–1990: Franz Beckenbauer - 1990–1998: Berti Vogts - 1998–2000: Erich Ribbeck - 2000–2004: Rudi Völler - 2004–2006: Jürgen Klinsmann - 2006–2021: Joachim Löw - 2021–2023: Hans-Dieter Flick - 2023–nay: Julian Nagelsmann |

Ghi chú
* Đội trưởng danh dự.

### Thống kê huấn luyện viên
| Tên               | Thời gian           | Số trận | Thắng | Hòa1 | Thua | Tỉ lệ thắng % | Danh hiệu                                                                                                  |
| ----------------- | ------------------- | ------- | ----- | ---- | ---- | ------------- | --- |
| Hội đồng DFB      | 1908–1926           | 58      | 16    | 12   | 30   | 27.6          | |
| Otto Nerz         | 1926–1936           | 70      | 42    | 10   | 18   | 60            | Hạng ba World Cup 1934                                                                                     |
| Sepp Herberger2   | 1936–1942 1950–1964 | 167     | 94    | 27   | 46   | 56.3          | Vô địch World Cup 1954                                                                                     |
| Helmut Schön      | 1964–1978           | 139     | 87    | 31   | 21   | 62.6          | Á quân World Cup 1966, hạng ba World Cup 1970, vô địch Euro 1972, vô địch World Cup 1974, á quân Euro 1976 |
| Jupp Derwall      | 1978–1984           | 67      | 44    | 12   | 11   | 65.7          | Vô địch Euro 1980, á quân World Cup 1982                                                                   |
| Franz Beckenbauer | 1984–1990           | 66      | 34    | 20   | 12   | 51.5          | Á quân World Cup 1986, vô địch World Cup 1990                                                              |
| Berti Vogts       | 1990–1998           | 102     | 66    | 24   | 12   | 64.7          | Á quân Euro 1992, vô địch Euro 1996                                                                        |
| Erich Ribbeck     | 1998–2000           | 24      | 10    | 6    | 8    | 41.7          | |
| Rudi Völler       | 2000–2004           | 53      | 29    | 11   | 13   | 54.7          | Á quân World Cup 2002                                                                                      |
| Jürgen Klinsmann  | 2004–2006           | 34      | 20    | 8    | 6    | 58.8          | Hạng ba Confed Cup 2005, hạng ba World Cup 2006                                                            |
| Joachim Löw3      | 2006–2021           | 143     | 95    | 25   | 23   | 66.4          | Á quân Euro 2008, hạng ba World Cup 2010, vô địch World Cup 2014, vô địch Confed Cup 2017                  |
| Tổng cộng3        | Tổng cộng3          | 923     | 537   | 186  | 200  | 58.2          | |

Chú thích
1. Tính cả thắng trên loạt sút luân lưu.
2. Tính cả thành tích trước khi Đức chia cắt (1936–1942 – 70 trận: 42 thắng, 13 hòa, 15 thua) và Tây Đức (1950–1964 – 97 trận: 52 thắng, 14 hòa, 31 thua; không thi đấu và không có huấn luyện viên từ 1942 tới 1950).
3. Tính đến ngày 27 tháng 7 năm 2014.[152]

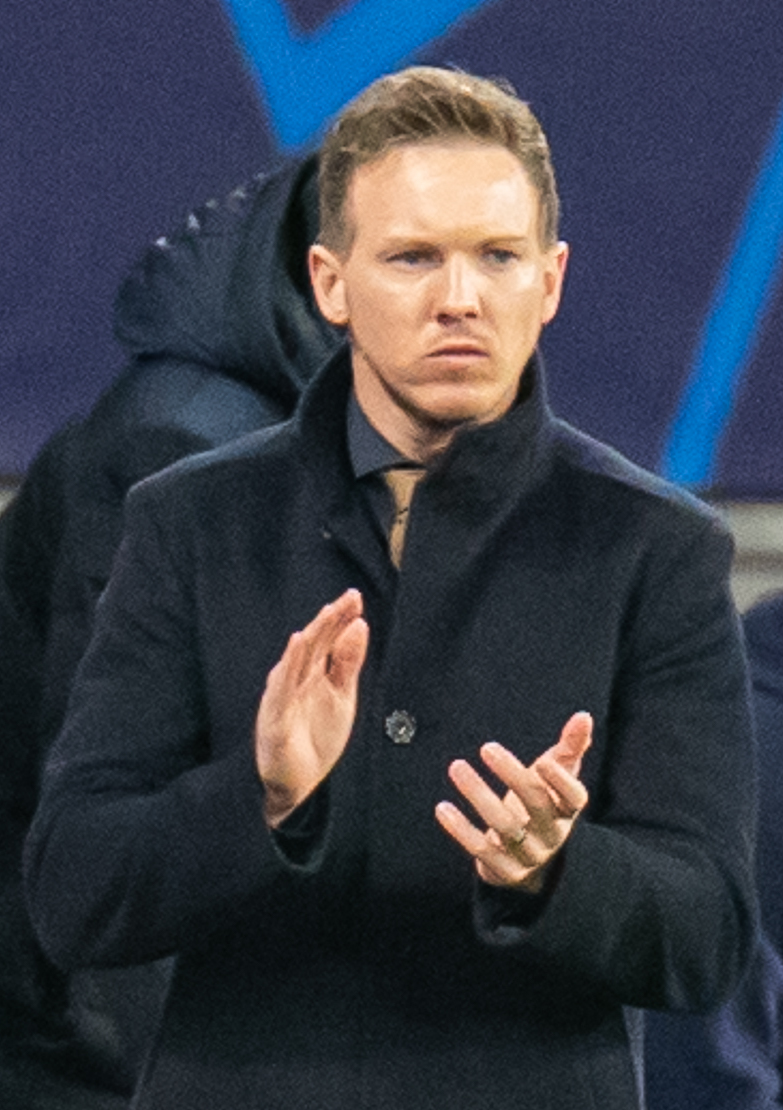
Julian Nagelsmann, huấn luyện viên trưởng đương nhiệm của đội tuyển bóng đá quốc gia Đức

## Ban huấn luyện
| Chức vụ                 | Tên                 |
| ----------------------- | ------------------- |
| Huấn luyện viên trưởng  | Julian Nagelsmann   |
| Trợ lý huấn luyện viên  | Benjamin Glück      |
| Trợ lý huấn luyện viên  | Sandro Wagner       |
| Huấn luyện viên thể lực | Yann-Benjamin Kugel |
| Huấn luyện viên thủ môn | Andreas Kronenberg  |
| Bác sĩ                  | Tim Meyer           |
| Giám đốc                | Oliver Bierhoff     |

## Kết quả và lịch thi đấu
Sau đây là danh sách kết quả các trận đấu trong 12 tháng qua, cùng các trận đấu đã được lên lịch trong tương lai.
Chú thích
      Thắng
      Hòa
      Thua
      Lịch thi đấu

### 2024
| 14 tháng 6 UEFA Euro 2024 - Vòng bảng | Đức                                                                          | 5–1      | Scotland             | Munich, Đức                                                                         |  |
| 21:00 CEST (UTC+02:00)                | - Wirtz 10' - Musiala 19' - Havertz 45+1' (ph.đ.) - Füllkrug 68' - Can 90+3' | Chi tiết | - Rüdiger 87' (l.n.) | Sân vận động: Allianz Arena Lượng khán giả: 65,052 Trọng tài: Clément Turpin (Pháp) |  |

| 19 tháng 6 UEFA Euro 2024 - Vòng bảng | Đức                          | 2–0      | Hungary | Stuttgart, Đức                                                                   |  |
| 18:00 CEST (UTC+02:00)                | - Musiala 22' - Gündoğan 67' | Chi tiết |         | Sân vận động: MHPArena Lượng khán giả: 54,000 Trọng tài: Danny Makkelie (Hà Lan) |  |

| 23 tháng 6 UEFA Euro 2024 - Vòng bảng | Thụy Sĩ     | 1–1      | Đức              | Frankfurt, Đức                                                                 |  |
| 21:00 CEST (UTC+02:00)                | - Ndoye 28' | Chi tiết | - Füllkrug 90+2' | Sân vận động: Waldstadion Lượng khán giả: 46,685 Trọng tài: Daniele Orsato (Ý) |  |

| 29 tháng 6 UEFA Euro 2024 - Vòng 16 đội | Đức                                 | 2–0      | Đan Mạch | Dortmund, Đức                                                                         |  |
| 21:00 CEST (UTC+02:00)                  | - Havertz 53' (ph.đ.) - Musiala 68' | Chi tiết |          | Sân vận động: Westfalenstadion Lượng khán giả: 61,612 Trọng tài: Michael Oliver (Anh) |  |

| 5 tháng 7 UEFA Euro 2024 - Tứ kết | Tây Ban Nha              | 2–1 (s.h.p.) | Đức         | Stuttgart, Đức                                                                |  |
| 18:00 CEST (UTC+02:00)            | - Olmo 51' - Merino 119' | Chi tiết     | - Wirtz 89' | Sân vận động: MHPArena Lượng khán giả: 54,000 Trọng tài: Anthony Taylor (Anh) |  |

| 7 tháng 9 UEFA Nations League 2024–25 | Đức                                                                           | 5–0      | Hungary | Düsseldorf, Đức                                                                          |  |
| 20:45 CEST (UTC+02:00)                | - Füllkrug 27' - Musiala 58' - Wirtz 66' - Pavlović 77' - Havertz 81' (ph.đ.) | Chi tiết |         | Sân vận động: Merkur Spiel-Arena Lượng khán giả: 49,235 Trọng tài: Clément Turpin (Pháp) |  |

| 10 tháng 9 UEFA Nations League 2024–25 | Hà Lan                        | 2–2      | Đức                         | Amsterdam, Hà Lan                                                                   |  |
| 20:45 CEST (UTC+02:00)                 | - Reijnders 2' - Dumfries 50' | Chi tiết | - Undav 38' - Kimmich 45+3' | Sân vận động: Johan Cruyff Arena Lượng khán giả: 50,109 Trọng tài: Davide Massa (Ý) |  |

| 11 tháng 10 UEFA Nations League 2024–25 | Bosna và Hercegovina | 1–2      | Đức              | Zenica, Bosna và Hercegovina                                                          |  |
| 20:45 CEST (UTC+02:00)                  | - Džeko 70'          | Chi tiết | - Undav 30', 36' | Sân vận động: Bilino Polje Lượng khán giả: 11,000 Trọng tài: François Letexier (Pháp) |  |

| 14 tháng 10 UEFA Nations League 2024–25 | Đức            | 1–0      | Hà Lan | Munich, Đức                                                                            |  |
| 20:45 CEST (UTC+02:00)                  | - Leweling 64' | Chi tiết |        | Sân vận động: Allianz Arena Lượng khán giả: 68,367 Trọng tài: Slavko Vinčić (Slovenia) |  |

| 16 tháng 11 UEFA Nations League 2024–25 | Đức                                                                           | 7–0      | Bosna và Hercegovina | Freiburg, Đức                                                                        |  |
| 20:45 CET (UTC+01:00)                   | - Musiala 2' - Kleindienst 23', 79' - Havertz 37' - Wirtz 50', 57' - Sané 66' | Chi tiết |                      | Sân vận động: Europa-Park Lượng khán giả: 28,143 Trọng tài: Vassilis Fotias (Hy Lạp) |  |

| 19 tháng 11 UEFA Nations League 2024–25 | Hungary                    | 1–1      | Đức          | Budapest, Hungary                                                                   |  |
| 20:45 CET (UTC+01:00)                   | - Szoboszlai 90+9' (ph.đ.) | Chi tiết | - Nmecha 76' | Sân vận động: Puskás Aréna Lượng khán giả: 53,212 Trọng tài: Duje Strukan (Croatia) |  |

### 2025
| 20 tháng 3 UEFA Nations League 2024–25 - Tứ kết | Ý           | 1–2      | Đức                              | Milan, Ý                                                                          |  |
| 20:45 CET (UTC+01:00)                           | - Tonali 9' | Chi tiết | - Kleindienst 49' - Goretzka 76' | Sân vận động: San Siro Lượng khán giả: 60,334 Trọng tài: François Letexier (Pháp) |  |

| 23 tháng 3 UEFA Nations League 2024–25 - Tứ kết | Đức                                                   | 3–3 (TTS 5–4) | Ý                                         | Dortmund, Đức                                                                              |  |
| 20:45 CET (UTC+01:00)                           | - Kimmich 30' (ph.đ.) - Musiala 36' - Kleindienst 45' | Chi tiết      | - Kean 49', 69' - Raspadori 90+5' (ph.đ.) | Sân vận động: Westfalenstadion Lượng khán giả: 64,762 Trọng tài: Szymon Marciniak (Ba Lan) |  |

| 4 tháng 6 UEFA Nations League 2024–25 - Bán kết | Đức         | 1–2      | Bồ Đào Nha                    | Munich, Đức                                                                            |  |
| 21:00 CEST (UTC+02:00)                          | - Wirtz 48' | Chi tiết | - Conceição 63' - Ronaldo 68' | Sân vận động: Allianz Arena Lượng khán giả: 65,823 Trọng tài: Slavko Vinčić (Slovenia) |  |

| 8 tháng 6 UEFA Nations League 2024–25 - Tranh hạng 3 | Đức | 0–2      | Pháp                     | Stuttgart, Đức                                                                    |  |
| 15:00 CEST (UTC+02:00)                               |     | Chi tiết | - Mbappé 45' - Olise 84' | Sân vận động: MHPArena Lượng khán giả: 51,313 Trọng tài: Ivan Kružliak (Slovakia) |  |

| 4 tháng 9 Vòng loại FIFA World Cup 2026 | Slovakia | v        | Đức | Bratislava, Slovakia       |  |
| 20:45 CEST (UTC+02:00)                  |          | Chi tiết |     | Sân vận động: Tehelné pole |  |

| 7 tháng 9 Vòng loại FIFA World Cup 2026 | Đức | v        | Bắc Ireland | Cologne, Đức                      |  |
| 20:45 CEST (UTC+02:00)                  |     | Chi tiết |             | Sân vận động: RheinEnergieStadion |  |

| 10 tháng 10 Vòng loại FIFA World Cup 2026 | Đức | v        | Luxembourg | Sinsheim, Đức               |  |
| 20:45 CEST (UTC+02:00)                    |     | Chi tiết |            | Sân vận động: PreZero Arena |  |

| 13 tháng 10 Vòng loại FIFA World Cup 2026 | Bắc Ireland | v        | Đức | Belfast, Bắc Ireland       |  |
| 20:45 CEST (UTC+02:00)                    |             | Chi tiết |     | Sân vận động: Windsor Park |  |

| 14 tháng 11 Vòng loại FIFA World Cup 2026 | Luxembourg | v        | Đức | Thành phố Luxembourg, Luxembourg |  |
| 20:45 CET (UTC+01:00)                     |            | Chi tiết |     | Sân vận động: Luxembourg         |  |

| 17 tháng 11 Vòng loại FIFA World Cup 2026 | Đức | v        | Slovakia | Leipzig, Đức                 |  |
| 20:45 CET (UTC+01:00)                     |     | Chi tiết |          | Sân vận động: Red Bull Arena |  |